# Katedra św. Marcina i Mikołaja w Bydgoszczy

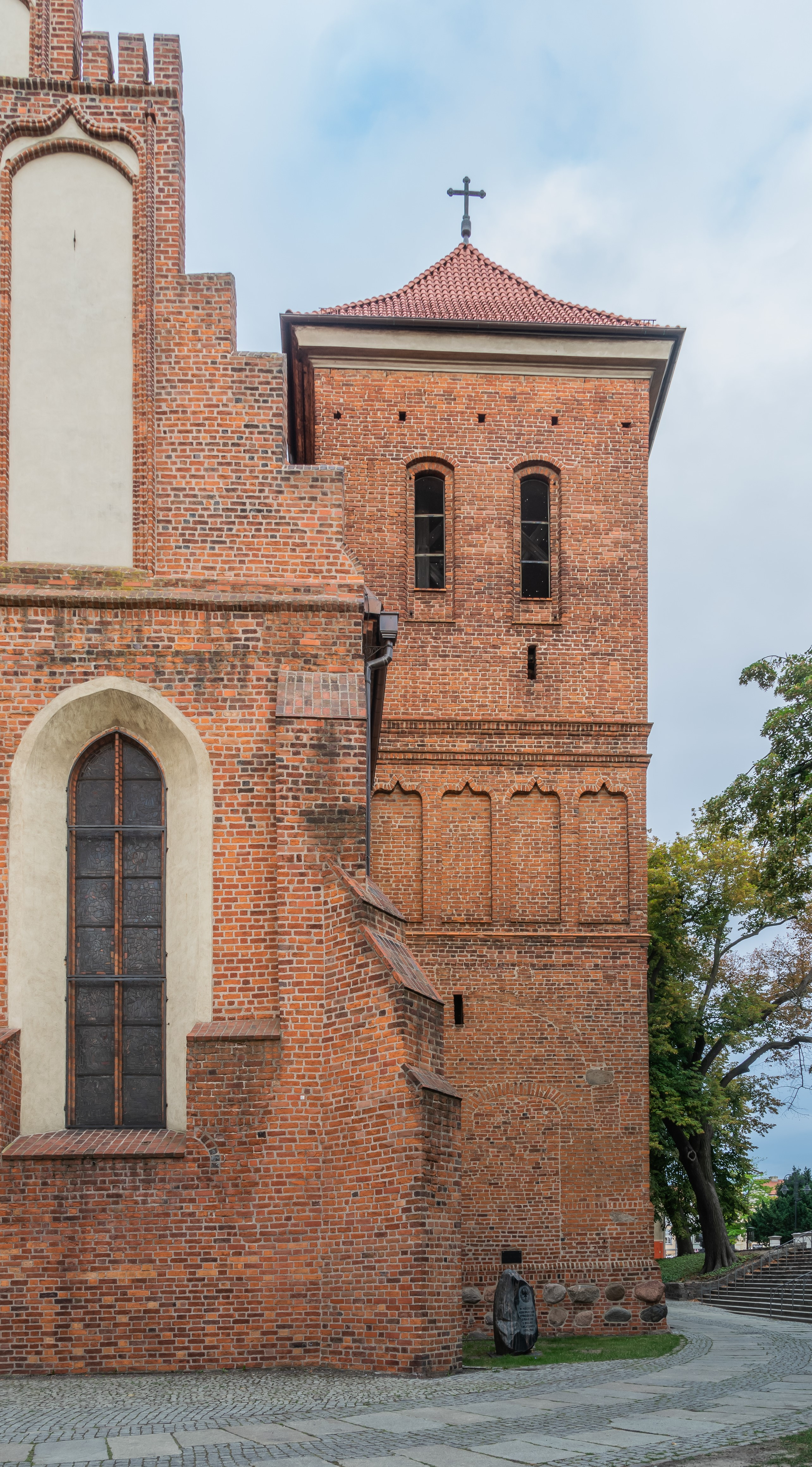
Wieża dzwonnicy. Kondygnacje dolne wzniesione ok. 1500 r., a górna w 1650 r. Mieści dzwony pochodzące z Kamieńca Podolskiego: pierwszy z 1641 r., opisany w powieści Henryka Sienkiewicza „Pan Wołodyjowski”, bijący na alarm podczas oblężenia tureckiego w 1672 r., drugi z 1737 r.

Katedra św. Marcina i Mikołaja – katolicki kościół zbudowany w XV w. w stylu gotyckim w Bydgoszczy; kościół farny, katedra diecezji bydgoskiej, sanktuarium Matki Bożej Pięknej Miłości.
Stanowi najwartościowszy zabytek staropolskiej architektury Bydgoszczy oraz doskonale wpisuje się w nadrzeczny klimat miasta. Zawiera dwa czczone i koronowane wizerunki maryjne: obraz Matki Bożej Pięknej Miłości (1467) w ołtarzu głównym oraz obraz Matki Bożej Szkaplerznej (1700) w ołtarzu nawy północnej.

## Historia

### Budowa pierwszej świątyni
Bydgoski kościół farny powstał z inicjatywy wójtów bydgoskich wraz z erygowaniem parafii, co nastąpiło po nadaniu praw miejskich Bydgoszczy, w 1346 r. Pod budynek kościelny i przyległy cmentarz (czynny do 1809 r.) przeznaczono plac w północno-zachodnim narożu miasta, sięgający brzegów Brdy i jej odnogi Młynówki.
Zarówno miejska tradycja, zawarta w XVII-wiecznej kronice Bydgoszczy Wojciecha Łochowskiego, jak i przesłanki historyczne, przemawiają za tym, że przed budową kościoła farnego, istniała już starsza od niego kaplica pw. św. Idziego na przedmieściu Kujawskim, która od XIII w. spełniała rolę świątyni filialnej, utrzymywanej przez kasztelana dla miejscowych urzędników i rycerzy grodu bydgoskiego. Po budowie zamku bydgoskiego w połowie XIV wieku, zastąpiła ją kaplica zamkowa z przebywającym tu stale kapelanem. Do czasu ukończenia budowy kościoła farnego, usytuowanego w obrębie murów miejskich, przy kaplicy św. Idziego rezydował pleban ustanowiony w następstwie formalnych aktów fundacji i erekcji bydgoskiej parafii. Epizod ten utrwaliła późniejsza tradycja, przypisując kościołowi św. Idziego godność najstarszej bydgoskiej świątyni parafialnej.
W tradycji uważa się, że bydgoski kościół farny wzniesiono jako drewniany. Świątynia istniała już prawdopodobnie już w 1364 r., przed erygowaniem pierwszego bydgoskiego konwentu zakonnego karmelitów (1398). Pierwsza wzmianka o księdzu (rektorze) przy świątyni pochodzi z 22 lipca 1402 r., wzmianka o kościele z 1408 r., a tytułem świątyni parafialnej została opatrzona w dokumencie z 1417 r. Razem z kościołem powstała szkoła parafialna.
Jeszcze przed pożarem, jaki strawił budowlę w 1425 r. świątynia musiała być murowana, gdyż w północnej ścianie nawy obecnego kościoła można rozpoznać ślady okien i portalu pierwotnej świątyni. Dodatkowo w styczniu tego roku odbył się w niej synod duchowieństwa diecezji włocławskiej; te zaś sytuowano wyłącznie w reprezentacyjnych kościołach murowanych. Wysokość pierwotnej świątyni dochodziła do fryzu na obecnych ścianach kościoła, co można stwierdzić naocznie na zachowanej ścianie północnej. Miała ona prawdopodobnie drewnianą więźbę dachową, która uległa zniszczeniu. Spłonęły również przechowywane w niej dokumenty miejskie podczas wielkiego pożaru miasta, którego sprawcą według kroniki Łochowskiego był mieszczanin nazwiskiem Witakowski.

### Budowa świątyni gotyckiej (1425–1466)

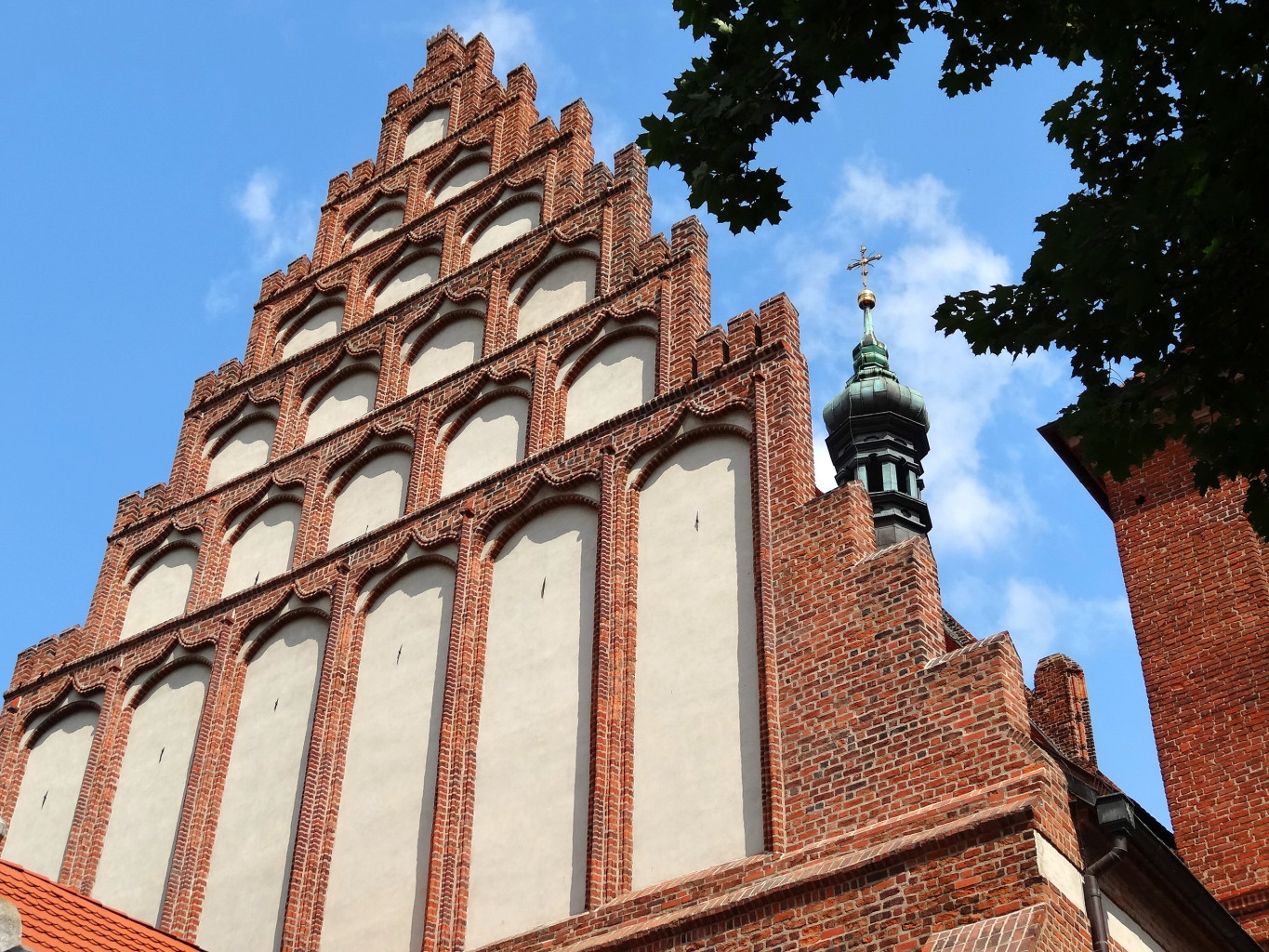
Szczyt zachodni

Odbudowa świątyni rozpoczęta w 1425 r. wiązała się z powiększeniem jej powierzchni i budową dwóch naw bocznych. Budowniczowie uwzględnili w planie nowej budowli zachowanie północnej murowanej ściany, pozostawionej w spadku po poprzedniej świątyni. W związku z tym, cechą szczególną kościoła jest to, że prezbiterium jest szersze od nawy głównej o prawie 2 metry, a także występuje odchylenie jego osi względem osi korpusu nawowego. Zwichnięcie to zostało wymuszone chęcią zachowania jednakowej szerokości obu naw bocznych (wynosi ona około 6 m).
Wzorem innych średniowiecznych budów, rozbiórka spalonego, aczkolwiek prowizorycznie zabezpieczonego kościoła, odbywała się etapami w miarę wykańczania poszczególnych części nowego budynku. Pierwszą wykończoną częścią świątyni było prezbiterium, stosunkowo duże i szerokie (wymiary wewnętrzne: około 17 × 9 m), co pozwoliło zachować ciągłość odprawiania obrzędów liturgicznych. Do czasu zakończenia prac przy wznoszeniu nowego korpusu nawowego, mogło ono pełnić funkcję całego kościoła, służąc nie tylko jako miejsce ołtarzowe, ale i pomieszczenie dla wiernych. Z dokumentu erekcyjnego szpitala Świętego Ducha na przedmieściu Gdańskim wiadomo, że już w 1449 r. odbywały się w farze nabożeństwa oraz świąteczne procesje.
Postęp robót przy wznoszeniu świątyni uzależniony był od dopływu funduszy, których nie mogli w całości zapewnić mieszczanie i okoliczna szlachta. Korzystne warunki do pozyskiwania środków na budowę fary zapewnił w 1454 roku wybuch wojny trzynastoletniej z Zakonem Krzyżackim. Podczas jej trwania Bydgoszcz wielokrotnie gościła w swych murach króla Kazimierza Jagiellończyka, jego dworzan, wysokich rangą duchownych, tłumy dostojników i rycerzy, a także margrabiego brandenburskiego Fryderyka II Hohenzollerna oraz księcia słupskiego Eryka. Na dodatek w latach 1457–1475 urząd miejscowego starosty piastował Jan Kościelecki, jeden z większych potentatów finansowych ówczesnej Polski.
W 1466 r. świątynia była już ukończona, o czym świadczy opis kościoła dokonany przez biskupa z okazji założenia przy farze bractwa Bożego Ciała. Stwierdzono wówczas istnienie prezbiterium oraz nawy, w której stoją wierni podczas sprawowania liturgii. Od tego roku rozpoczęto upiększanie wnętrza przez lokalizację ołtarzy: Najświętszej Marii Panny (1466, w nawie północnej), Świętego Stanisława (1488) oraz ołtarza głównego zamówionego u poznańskiego malarza Wawrzyńca Stulera przez plebana bydgoskiego Mikołaja (1460). W 1497 r. biskup włocławski Krzesław z Kurozwęk odprawił w farze synod cząstkowy dla kleru kujawskiego. Musiało się to odbyć w konsekrowanej już świątyni, która oprócz obecnego już od XIV wieku św. biskupa Mikołaja otrzymała również za patronów kolejnych świętych biskupów: Marcina, Wojciecha i Stanisława. Święto poświęcenia kościoła obchodzono każdego roku w pierwszą niedzielę po dniu świętego Bartłomieja Apostoła (24 sierpnia).
Wewnętrzna powierzchnia naw i prezbiterium, wynosząca około 604 metrów kwadratowych sytuowała wybudowaną przed 1466 rokiem farę na dziewiątym miejscu w hierarchii największych kościołów parafialnych diecezji włocławskiej. Pod tym względem ustępowała siedmiu kościołom pomorskim: pięciu gdańskim: Mariackiemu, św. Katarzyny, św. Jana, św. Piotra i Pawła i św. Barbary oraz świątyniom w Pucku i Tczewie. Na Kujawach zaś większy był od niej jedynie kościół Świętego Mikołaja w Inowrocławiu.

### Rozbudowa w XVI–XVIII wieku

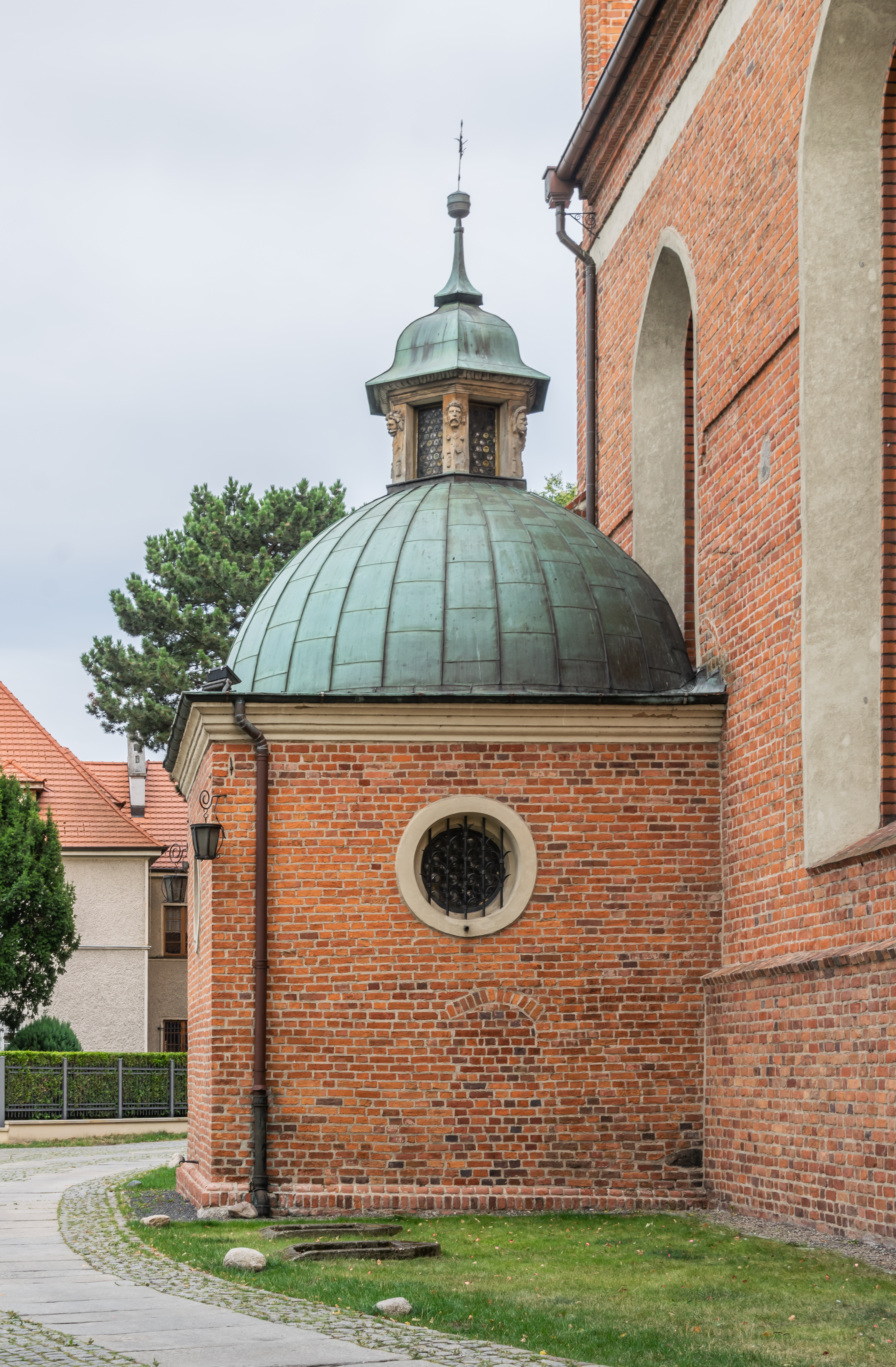
Kaplica św. Krzyża (1617 r.)

W latach 1466–1502 prowadzono dalsze prace budowlane, polegające na wykończeniu wnętrz i upiększeniu kościoła. Na przełomie XV i XVI wieku podwyższono dachy kościoła (obecna więźba dachowa pochodzi w części właśnie z XV–XVI wieku, posiada znaki cechów rzemieślniczych i wykonana jest z drewna sosnowego, spławionego Brdą i ciosanego na miejscu za pomocą toporów i skrobaczek), przekształcono szczyty, a prezbiterium zasklepiono sklepieniami gwiaździsto-sieciowymi. W tym też czasie po południowej stronie kościoła pojawiła się wieża, w widoczny sposób wtórnie dostawiona do korpusu nawowego.
W latach 1466–1617 do korpusu kościoła przybudowano również trzy czworoboczne kaplice boczne, czwartą zaś urządzono w dawnej kruchcie wejściowej przy prezbiterium. W 1559 r. na kalenicy dachu korpusu nawowego zainstalowano wieżyczkę na mały dzwon-sygnaturkę, odlany przez ludwisarza, mistrza Andrzeja. Kolejny dzwon zawieszono tam w 1668 r. W roku 1702 na miejscu pierwotnej wieżyczki osadzono nową, barokową, którą pokryto miedzianą blachą. Istnieje ona do dziś. Jest ośmioboczna i ma latarnię o baniastym zwieńczeniu. Nową sygnaturkę zamówiono dla niej u ludwisarza gdańskiego, Absaloma Wittwercka.
W 1585 r. rozbudowano gotycką, prostokątną zakrystię, przyległą do północnego muru prezbiterium. Można przypuszczać, że nadbudowano ją wówczas o dodatkową, drugą kondygnację o charakterze poddasza. W latach 1712–1745 drewniany strop pomiędzy obu kondygnacjami zastąpiono sklepieniem kolebkowym z lunetami.
W 1650 r. rozpoczęto duże prace budowlane i renowacyjne. Wymurowano trzecią kondygnację wieży, wskutek czego osiągnęła ona wtedy obecną wysokość. Do zachodniej elewacji dostawiono natomiast piętrową kruchtę z otwartym przedsionkiem w przyziemiu, ukształtowaną w manierystycznym stylu. Jak dowodzą wyniki badań dendrochronologicznych, tuż po 1651 rokumontowano zachodnią partię więźby dachowej nad korpusem nawowym. Przy tej okazji przemurowano prawdopodobnie zachodni, schodkowy szczyt.
Większe naprawy więźby dachowej i ceramicznego dachu miały też miejsce u schyłku XVII wieku, co należy wiązać z pożarem w 1684 r. pobliskiego młyna, przy jazie farnym. Podczas pożaru wiatr skierował ogień na północną elewację kościoła, która bardzo ucierpiała, a wyrządzonych wówczas szkód nie zdołano całkowicie usunąć nawet po upływie piętnastu lat. Na skutki pożaru młyna nałożył się postępujący od drugiej połowy XVII w. upadek gospodarki i finansów miasta, co znacznie ograniczyło indywidualną ofiarność mieszczan i możliwości inwestycyjne rady miejskiej. W latach 1712–1763 kolejni wizytatorzy diecezjalni parafii bydgoskiej pisali wręcz o ruinie świątyni i towarzyszących jej zabudowań kościelnych. Dewastacji obiektu nie udało się powstrzymać do końca czasów przedrozbiorowych, choć przy prowadzeniu interwencyjnych remontów nie zrezygnowano z drobnych inwestycji.

### Staropolskie zabudowania kościelne
Do XVIII w. w otoczeniu świątyni wzniesiono rozliczne nieruchomości. Na cmentarzu znajdował się dom zakrystiana, kamienna figura św. Jana Nepomucena na murowanym postumencie (z lat 1729–1745), sklepiona krypta grzebalna, usytuowana w miejscu zwanym Ogrójec (w pobliżu kościelnej nawy północnej) oraz dwa budynki, dostawione do wschodniego i północnego muru zakrystii: jednoizbowa komora szkolna oraz murowana kostnica w formie zagłębionej w ziemię krypty. Z kolei na zachodnim obrzeżu cmentarza, na odcinku od obecnej kamienicy przy ulicy Przyrzecze 2 do groty Matki Boskiej Niepokalanie Poczętej z Lourdes, powstał ciąg zabudowań, złożony ze szkoły parafialnej oraz trzech domów, które zamieszkiwali wikariusze, mansjonarze i przedstawiciele świeckiego personelu świątynnego. Plebania sytuowała się na przeciwległym, wschodnim obrzeżu miejskiej nekropolii, przy ul. Tadeusza Malczewskiego.

### Kaplice i ołtarze
Główną ozdobę prezbiterium kościoła stanowił ołtarz główny (wielki), nad którym bezpośrednią pieczę sprawował każdorazowy proboszcz parafii farnej. Ołtarz ten istniał od początku istnienia świątyni, czyli od XIV wieku. Pobożności prywatnej i korporacyjnej (cechowej, brackiej) służyły natomiast ołtarze boczne, usytuowane w prezbiterium, nawach oraz czterech kaplicach, przymurowanych do prezbiterium i korpusu nawowego w ciągu XV–XVII wieku. Miewały one własnych kapelanów (ołtarzystów), rekrutowanych zazwyczaj z kręgu farnych wikariuszy. Liczba ołtarzy podlegała wahaniom, od trzech w wieku XV do piętnastu w połowie XVIII stulecia (w 1597 r. było ich 11, w 1636 r. – 13, a w 1700 r. – znowu 11). Razem z kaplicami przetrwały do początku XIX wieku. Trzy z nich (Najświętszej Marii Panny, św. Barbary, św. Fabiana i św. Sebastiana) zachowało się do czasów obecnych.
Kaplice bydgoskiego kościoła farnego:
| Nazwa i data budowy                                           | Lokalizacja                                                         | Uwagi | Istn. |
| Świętej Anny i Najświętszej Marii Panny (1466)                | Przy wschodnim przęśle nawy południowej, na prawo od wieży.         | Wzniesiono ją dla Bractwa Bożego Ciała, istniejącego przy farze do 1609 r. Użytkowało ją także Bractwo Najświętszej Marii Panny (1505–1555). Była to budowla konsekrowana, murowana, czworoboczna, ze sklepieniem ceramicznym i kryptą grzebalną pod posadzką. Przed 1630 r. została odnowiona i uposażona przez bydgoskiego rajcę i burmistrza, Marcina Orłowitę. Przetrwała do początku XIX w., kiedy to została rozebrana przez władze pruskie. | N     |
| Świętego Szczepana (1597)                                     | W dawnej kruchcie, usytuowanej przy południowym murze prezbiterium. | Wzniesiono ją z fundacji szlachcica, rajcy, burmistrza i landwójta bydgoskiego, Szczepana (Stefana) Bogurskiego. Była to budowla konsekrowana, murowana, z malowidłami ściennymi na sklepieniu i sklepioną kryptą grzebalną pod posadzką. Z inicjatywy Bogurskiego i innych fundatorów przy kaplicy powołano kapelana, który był zobowiązany do odprawiania kilku mszy św. w każdym tygodniu. Przetrwała do początku XIX w., kiedy to została rozebrana przez władze pruskie. | N     |
| Świętego Jana Apostoła i Ewangelisty (1612)                   | Przy zachodnim przęśle nawy południowej, na lewo od wieży.          | Wzniesiono ją i uposażono przez mieszczan bydgoskich pochodzenia szlacheckiego: Adama Rychłowskiego i jego żonę Jadwigę z Regulskich. Była to budowla murowana, z ceramicznym sklepieniem i kryptą grzebalną pod posadzką. Fundatorzy wyznaczyli dla niej trzech kapelanów: wikariusza farnego, karmelitę i bernardyna dla odprawiania 7 cotygodniowych mszy św. (w XVIII w. jedynym kapelanem był ksiądz diecezjalny). Z woli fundatorów prawo patronatu nad kaplicą należało do rady miejskiej. 7 lipca 1612 r. erekcji kanonicznej obiektu dokonał biskup włocławski, Wawrzyniec Gembicki. W 1616 r. biskup włocławski, Paweł Wołucki, przekazał kaplicę przybyłym do Bydgoszczy jezuitom. W latach 1749–1760 wyremontowano ją na koszt miasta. Kaplica została rozebrana podczas prac renowacyjnych w latach 1819–1829. | N     |
| Świętego Krzyża (dawniej św. Fabiana i św. Sebastiana) (1617) | Przy północnym murze wschodniego przęsła nawy północnej.            | Wzniesiono ją i uposażono przez mieszczan bydgoskich pochodzenia szlacheckiego: Sebastiana Ossowskiego i jego żonę Reginę z Pawłowskich. Posiada formę późnorenesansowej budowli, nakrytej kopułą, z sześcioboczną latarnią w zwieńczeniu i kryptą grzebalną pod marmurową posadzką. Fundatorzy Ossowscy ustanowili przy niej kapelana dla odprawiania dwu mszy św. w tygodniu. Z czasem pojawiły się kolejne zapisy pieniężne i obligacje mszalne, wniesione przez innych fundatorów. Prawo patronatu nad kaplicą pozostawało w rękach rodziny Ossowskich do drugiej połowy XVIII w. Od XIX w. jest pod wezwaniem Świętego Krzyża. Zachowała się do dziś. | T     |

Ołtarze bydgoskiego kościoła farnego:
| Wezwanie i data budowy                                                  | Lokalizacja | Uwagi | Istn. |
| Trójcy Świętej (1346)                                                   | We wschodniej części prezbiterium. | Spełniał rolę ołtarza głównego od początku istnienia kościoła. W 1460 r. proboszcz bydgoski Mikołaj zamówił obraz lub nastawę malarską u poznańskiego malarza Wawrzyńca Stulera. W latach 1625–1637 został przebudowany, z czym należy wiązać fakt jego uroczystej konsekracji, dokonanej w 1637 r. przez biskupa włocławskiego, Macieja Łubieńskiego. Ołtarz był bogato uposażony. Według opisów z XVIII w. miał murowany stół oraz drewnianą nastawę, rzeźbioną, malowaną i złoconą na „staroświecką” modłę. Pośrodku znajdował się obraz Trójcy Świętej pokryty srebrnymi sukienkami. Bóg Ojciec i Syn Boży występowali na obrazie w koronach. Bóg Ojciec trzymał w dłoniach berło i jabłko królewskie, Chrystus dzierżył krzyż, natomiast Ducha Świętego ukazano pod postacią gołębicy. Z kolei na ruchomej zasuwie, służącej do przesłaniania tego obrazu, namalowany był wizerunek Koronacji Najświętszej Marii Panny. W latach 1791–1801 w miejscu starego obrazu Świętej Trójcy tkwił nowy obraz o takiej samej tematyce, natomiast na zasuwie widniał wizerunek patronów fary, biskupów Marcina i Mikołaja. Ołtarz został zlikwidowany podczas prac renowacyjnych w latach 1819–1829, a jego funkcję przejął maryjny ołtarz boczny Najświętszej Marii Panny. | N     |
| Najświętszej Marii Panny (później Ofiarowania Marii Panny) (1466)       | Niegdyś w nawie północnej, obok kaplicy pod wezwaniem św. Fabiana i św. Sebastiana (dziś Świętego Krzyża), naprzeciw ambony; na początku XIX w. ołtarz przeniesiono z nawy północnej do prezbiterium, gdzie pełni odtąd funkcję ołtarza głównego. | Został ufundowany 9 grudnia 1466 r. przez wojewodę inowrocławskiego, starostę bydgoskiego Jana Kościeleckiego, za uprzednią zgodą króla Kazimierza Jagiellończyka. Kościelecki wspólnie z radą miejską powołali 4-osobowe kolegium mansjonarzy, dla codziennego odprawiania mszy porannej, z oficjum liturgicznym o Najświętszej Marii Pannie, w intencji zbawienia duszy zmarłego Mikołaja Szarlejskiego (1397–1457). Erekcji kanonicznej ołtarza dokonał 25 lutego 1521 r. biskup włocławski, Maciej Drzewicki. Prawo patronatu podzielone było pierwotnie między radę miejską a starostów z rodziny Kościeleckich, po czym od początku XVII wieku pozostawało w wyłącznej gestii burmistrza i rajców. Z biegiem lat ołtarz doposażyli inni fundatorzy, natomiast mszę poranną oraz śpiewane nabożeństwo maryjne, przeniesiono w latach 1521–1577 do ołtarza głównego. Od XVI w., w związku z pojawieniem się w kościele dwu kolejnych ołtarzy maryjnych, do tytulatury obiektu wprowadzono różnicujące określenia. W 1527 r. nazywano go ołtarzem Marii Panny Wniebowziętej, a od połowy XVII do początku XIX wieku – ołtarzem Ofiarowania Najświętszej Marii Panny. Scenę Ofiarowania prezentowało malowidło, jakie do II połowy XVIII w. znajdowało się na zasuwie wewnętrznego obrazu maryjnego. Główną ozdobą ołtarza był gotycki obraz Madonny Apokaliptycznej z różą w dłoni i Dzieciątkiem Jezus na lewej ręce, zaliczane do najpiękniejszych wizerunków maryjnych na ziemiach polskich. Od schyłku XVII w. obraz otoczony był aurą cudownej łaskawości. Dzieło pochodzące prawdopodobnie z lat 1467–1475, zamówił lub nabył fundator i budowniczy ołtarza Jan Kościelecki, a namalował wybitny twórca polski bądź zachodnioeuropejski. U stóp Madonny klęczy w pozie modlitewnej postać męska, utożsamiana z Mikołajem Szarlejskim, Janem Kościeleckim, bądź nawet Kazimierzem Jagiellończykiem. W latach 1712–1763 cudowny obraz pokrywały pozłacane sukienki, korony i gwiazdy, a tło wizerunku wyłożone było cynową blachą. Spoza metalowych okładzin widoczne były jedynie twarze Matki i Syna oraz ręce Madonny, zasłonięte w XIX w. oleodrukowymi nalepkami. Przy obrazie wieszano wota w podzięce za doznane łaski. Ołtarz miał początkowo drewnianą nastawę i stół, z konsekrowanym portatylem i tabernakulum. Pod ołtarzem znajdowała się krypta grzebalna. W latach 1764–1791 wymurowano stół i sprawiono nową, późnobarokową nastawę: wysoką, czarną, z czterema wyzłoconymi kolumnami. W polu środkowym osadzono gotycki wizerunek Matki Boskiej z Różą, a w zwieńczeniu kolisty, barokowy obraz Wniebowzięcia Marii Panny, z postaciami szlacheckiej pary małżeńskiej, oznaczonej nierozpoznanymi herbami (być może fundatorów nastawy ołtarza). | T     |
| Świętego Stanisława (1483)                                              | Przy północnym murze zachodniego przęsła prezbiterium, na lewo od wejścia do zakrystii. | Ufundowany przez burmistrza bydgoskiego, Mikołaja Gizę, oraz jego syna Stanisława, bakałarza sztuk wyzwolonych i proboszcza w Tucholi. Erekcji kanonicznej ołtarza dokonał 24 maja 1483 r. Mikołaj Kościelecki, administrator diecezji włocławskiej i prepozyt tamtejszej kapituły katedralnej. Przy ołtarzu ustanowiono kapłana-ołtarzystę zobowiązanego do odprawiania trzech mszy św. w każdym tygodniu. Prawo patronatu należało dożywotnio do Mikołaja i Stanisława Gizów, a po ich śmierci przeszło na burmistrza i rajców miejskich. Rada miejska w 1568 r. przeznaczyła ołtarzowe dochody na uposażenie urzędu kaznodziei farnego. Ołtarz został zniesiony w 1637 r. na mocy mandatu biskupa włocławskiego, Macieja Łubieńskiego, który jego fundusze wcielił do uposażenia ołtarza głównego. | N     |
| Przenajświętszej Dziewicy Marii (1505)                                  | W kaplicy św. Anny. | Pochodził ze wspólnej fundacji pary mieszczan bydgoskich: złotnika Szymona i Anny Wdowy. Z woli fundatorów został ustanowiony przy ołtarzu kapelan-ołtarzysta. Erekcji kanonicznej ołtarza dokonał 29 czerwca 1505 r. biskup włocławski, Wincenty Przerębski. Prawo patronatu należało dożywotnio do pary fundatorów, następnie do starszych Bractwa Najświętszej Marii Panny, natomiast od 1555 r. do rady miejskiej. Prawdopodobnie od początku w maryjnym ołtarzu znajdował się obraz św. Anny, wobec czego w 1527 r. i w latach następnych ołtarz ten występował pod wezwaniem świętej Anny Samotrzeć. Wedle opisów z 1745 i 1763 r. ołtarz miał drewniany stół, z konsekrowanym portatylem. W nastawie ołtarzowej tkwił obraz świętej Anny Samotrzeć, ozdobiony metalowymi koronami ze srebra, nad głowami przedstawionych na nim osób, czyli Anny, Matki Boskiej i Dzieciątka Jezus. | N     |
| Niepokalanego Poczęcia Najświętszej Marii Panny i Świętej Trójcy (1512) | W zamknięciu wschodniego przęsła nawy południowej, w miejscu zajmowanym dziś przez ołtarz Świętego Józefa. | Został wzniesiony i uposażony przez bydgoskiego rajcę, Andrzeja Sopańskiego, a w czasach późniejszych doposażony przez innych fundatorów. Przy ołtarzu ustanowiono ołtarzystę, zobowiązanego do odprawiania cotygodniowej mszy św. za zmarłych. Pierwotnie wezwaniem ołtarza było Niepokalane Poczęcie Najświętszej Marii Panny, lecz przed 1633 r. dodano również wezwanie Świętej Trójcy. Wiązało się to z przejęciem ołtarza przez Bractwo Świętej Trójcy, powołane do życia przed 1632 r. i funkcjonujące do końca czasów przedrozbiorowych. Według opisów z 1745 i 1763 r. ołtarz miał murowany, konsekrowany stół oraz drewnianą nastawę, miejscami malowaną, złoconą i srebrzoną. Ołtarz zawierał obraz Matki Boskiej Niepokalanie Poczętej z Dzieciątkiem Jezus, księżycem pod stopami i berłem w ręku, przybrany srebrnymi koronami nad głowami obu postaci oraz sukienką na osobie Dzieciątka. Do 1791 r. wizerunek pokryto kolejnymi ozdobami ze srebra: dwunastoma gwiazdami, księżycem, berłem. Został zlikwidowany podczas prac renowacyjnych w latach 1819–1829. | N     |
| Świętej Katarzyny (1526)                                                | W nawie południowej, w miejscu zajmowanym dziś przez ołtarz św. Rocha. | Wzniesiony w 1526 r., został uposażony w 1594 r. przez mieszczanina bydgoskiego, Stanisława Diabelca, a później także przez innych fundatorów. Przy ołtarzu ustanowiono kapelana dla odprawiania dwu mszy św. w tygodniu. Erekcji kanonicznej ołtarza dokonał 7 lipca 1615 r. biskup włocławski, Wawrzyniec Gembicki. Prawo patronatu posiadał proboszcz farny. Wedle opisu z 1763 r. ołtarz nie był poświęcony, lecz miał konsekrowany portatyl, murowany stół oraz drewnianą nastawę z obrazem św. Katarzyny, dziewicy i męczennicy z Aleksandrii, wzmiankowanym już w 1597 r. Został zlikwidowany na początku XIX wieku. | N     |
| Świętego Wawrzyńca (później Świętego Rocha) (1527)                      | W zamknięciu wschodniego przęsła nawy północnej, w miejscu zajmowanym dziś przez ołtarz Matki Boskiej Szkaplerznej. | Wzniesiony w 1527 r., został uposażony w 1582 r. przez mieszczkę bydgoską, Annę Polkę, a później również przez innych fundatorów. W 1633 r. należał do farnego kaznodziei popołudniowego. Wedle opisów z XVIII w. był konsekrowany, miał murowany stół i drewnianą nastawę, a pod posadzką – sklepioną kryptę grzebalną. Przed 1712 r. w ołtarzu umieszczono obraz świętego Rocha, dekorowany w czasach zarazy metalowymi ozdobami ze srebra. Z tej przyczyny w 1763 r. i latach następnych ołtarz występował pod wezwaniem tego świętego. Został zlikwidowany na początku XIX wieku. | N     |
| Świętej Barbary (1590)                                                  | Początkowo przy zachodnim filarze południowej pary filarów międzynawowych; w początku XIX wieku przestawiony do ściany północnej. | Powstał z fundacji małżonków: Stanisława i Jadwigi Świetlickich, mieszczan bydgoskich pochodzenia szlacheckiego. Później służył zapewne bractwu kupców zbożowych, zwanemu inaczej szyperskim lub żeglarskim, któremu patronowała święta Barbara. Według informacji z 1745 r. miał nowy, drewniany stół i nową nastawę. W 1763 r. zdobiły go wizerunki św. Barbary w polu środkowym i św. Wawrzyńca w kondygnacji górnej. Na barokowym obrazie św. Barbary występowały wtedy metalowe ozdoby ze srebra: korona, kielich i palma, zachowane w komplecie do czasów obecnych. Malowidło to uznawane jest przez historyków sztuki za dzieło włoskie lub flamandzkie z drugiej połowy XVII w., co pozwala sądzić, że pochodzi z wcześniejszej nastawy ołtarzowej. Z kolei późnobarokowy obraz św. Wawrzyńca może pochodzić z ołtarza pod wezwaniem tego świętego, stojącego onegdaj w nawie północnej. Ołtarz istnieje do dziś przy północnej ścianie nawy głównej. | T     |
| Ołtarz cyboryjny (XVI wiek)                                             | Przy północnym murze środkowego przęsła prezbiterium, na prawo od wejścia do zakrystii. | Stanowił plastyczną oprawę dla liturgicznego naczynia z Eucharystią. Został poświadczony w 1629 r., gdy aptekarz Jan Wariasiewicz przekazał bydgoskiej radzie miejskiej, będącej kolegialnym patronem ołtarza, pewną sumę pieniędzy na palenie świecy przed cyborium (puszki z przykrywką do przechowywania hostii). Ołtarz był uposażony i miał własnego ołtarzystę. Przetrwał do 1637 r., gdy na mocy mandatu biskupa włocławskiego, Macieja Łubieńskiego, został zniesiony razem z sąsiednim ołtarzem św. Stanisława. Cyborium przeniesiono wtedy do tabernakulum ołtarza głównego, do jakiego wcielono też uposażenie zlikwidowanego obiektu. Stary, murowany, stół ołtarzowy przetrwał do 1745 roku. | N     |
| Świętej Anny (1592)                                                     | Kaplica św. Anny. | Powstał z fundacji mieszczanina bydgoskiego, Baltazara Klękowica. W latach następnych zapisy pieniężne na jego rzecz czynili także inni fundatorzy. Zlikwidowano go w II połowie XVII w., a jego uposażenie przydzielono sąsiedniemu, starszemu ołtarzowi pw. Przenajświętszej Dziewicy Marii w kaplicy św. Anny. | N     |
| Świętego Szczepana (1597)                                               | Kaplica św. Szczepana. | Według opisów z 1745 i 1763 r. w kaplicy stał bardzo stary ołtarz, z murowanym stołem, portatylem oraz starym obrazem tablicowym Chrystusa Zmartwychwstałego w nastawie. Na ścianie wisiały cztery obrazy na mosiężnej blasze, z których jeden przedstawiał portret Szczepana Bogurskiego – fundatora kaplicy św. Szczepana, pozostałe – drzewo genealogiczne jego przodków. Został zlikwidowany wraz z kaplicą w latach 1819–1829. | N     |
| Świętego Jana Apostoła i Ewangelisty (1612)                             | Kaplica św. Jana Apostoła i Ewangelisty. | Według opisów z 1745 i 1763 r. w kaplicy znajdował się stary, konsekrowany ołtarz, z murowanym stołem i rzeźbioną nastawą, którą zdobiły wizerunki św. Jana Ewangelisty w polu środkowym i św. Jana Chrzciciela w kondygnacji górnej. Został zlikwidowany wraz z kaplicą św. Jana w latach 1819–1829. Element wystroju tego ołtarza zachował się do dzisiaj w postaci drewnianej figury św. Jana Ewangelisty, wyeksponowanej na ścianie wschodniej nawy południowej, przy ołtarzu św. Józefa. | N     |
| Świętego Krzyża (1617)                                                  | Kaplica św. Krzyża (dawniej św. Fabiana i św. Sebastiana) | W 1745 r. w kaplicy znajdował się stary ołtarz, z murowanym stołem, konsekrowanym portatylem i obrazami św. Fabiana i św. Barbary. Pośrodku ołtarza stał wówczas drewniany krucyfiks. Przed 1763 r. ówczesny proboszcz farny i zarazem kapelan owej kaplicy, Antoni Żukiński, sprawił nowy stół ołtarzowy oraz rzeźbioną nastawę, w jakiej umieścił obraz św. Sebastiana męczennika. Ołtarz ten zachował się do dzisiaj. Z wyposażenia pierwotnego zachował się krucyfiks, datowany na pierwszą połowę XVII w. Obraz św. Sebastiana przepadł w XIX wieku, a sam ołtarz silnie przekształcono. | T     |
| Świętego Michała Archanioła (1686)                                      | Przy wschodnim filarze południowej pary filarów międzynawowych. | Powstał dzięki fundacji ks. Michała Antoniego Hackiego, cysterskiego opata oliwskiego, doktora teologii, protonotariusza apostolskiego i sekretarza królewskiego. Został uposażony przez opata 6 września 1698 r. sumą tysiąca złotych polskich, przeznaczoną w części na sporządzenie nowej nastawy ołtarzowej i zaopatrzenie obiektu w niezbędne sprzęty. Ustanowiony przy ołtarzu kapelan odprawiał dwa razy w tygodniu msze św. za dusze krewnych opata, z których kilku pochowano w farze. Po śmierci fundatora prawo patronatu przeszło w ręce potomków jego siostry ze szlacheckiej rodziny Rusieckich. Rzeźbioną, dębową nastawę ołtarzową, odrestaurowaną przed 1763 r. wypełniał obraz św. Michała Archanioła. Został zlikwidowany na początku XIX wieku. | N     |
| Świętego Antoniego z Padwy (1712)                                       | W nawie północnej, w miejscu zajmowanym dziś przez ołtarz św. Barbary. | Wzniesiony został w latach 1712–1745 z fragmentów starych, rozebranych ołtarzy. Był niewielki, miał drewniany stół bez portatylu oraz zawierał obraz św. Antoniego z Padwy. Zlikwidowano go na początku XIX wieku. | N     |
| Chrystusa Bolesnego (1712)                                              | Przy wschodnim filarze północnej pary filarów międzynawowych. | Wzniesiony został w latach 1712–1745. Miał murowany, konsekrowany stół oraz drewnianą nastawę rzeźbiarską, malowaną, srebrzoną i złoconą. Zdobił go obraz „Pana Jezusa Bolejącego”, spętanego, ubiczowanego, w cierniowej koronie na głowie. W 1745 r. wizerunek pokrywały metalowe ozdoby ze srebra w kształcie trzciny, powrozów i cierniowej korony. Kult obrazu potwierdzało srebrne wotum. Przed 1763 r. postać Chrystusa obłożono kruszcową sukienką. Zlikwidowano go na początku XIX wieku. | N     |
| Świętego Mikołaja (1744)                                                | Przy zachodnim filarze północnej pary filarów międzynawowych. | Wzniesiony został przed 1744 r. Miał drewniany stół z konsekrowanym portatylem, a także drewnianą nastawę rzeźbiarską, pomalowaną, wysrebrzoną i wyzłoconą w 1744 r. Od początku tkwił w nim nowo namalowany obraz św. Mikołaja, biskupa z Miry. Zlikwidowano go na początku XIX wieku. | N     |
| Świętego Krzyża (później Świętego Tadeusza) (1745)                      | W nawie południowej, w miejscu zajmowanym dziś przez ołtarz św. Antoniego. | Wzniesiony został przed 1745 r. z drewnianych elementów starych, rozebranych ołtarzy. Miał drewniany stół bez portatylu. Jeszcze w 1745 r. zawierał obraz Świętego Krzyża, zastąpiony przed 1763 r. obrazem św. Judy Tadeusza, co pociągnęło za sobą zmianę wezwania ołtarza. Zlikwidowano go na początku XIX wieku. | N     |

### Wystrój i wyposażenie kościoła

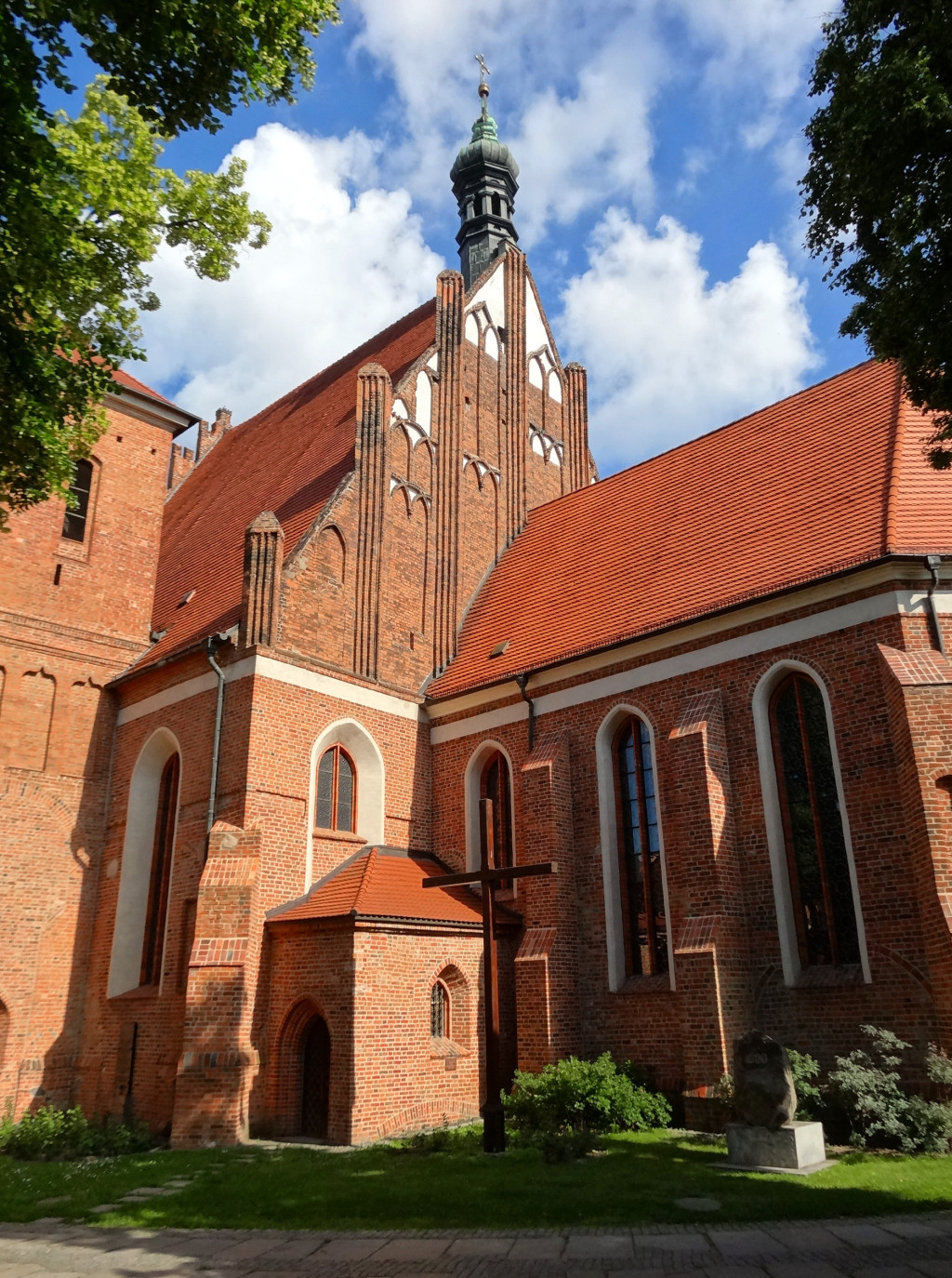
Widok od ul. Farnej

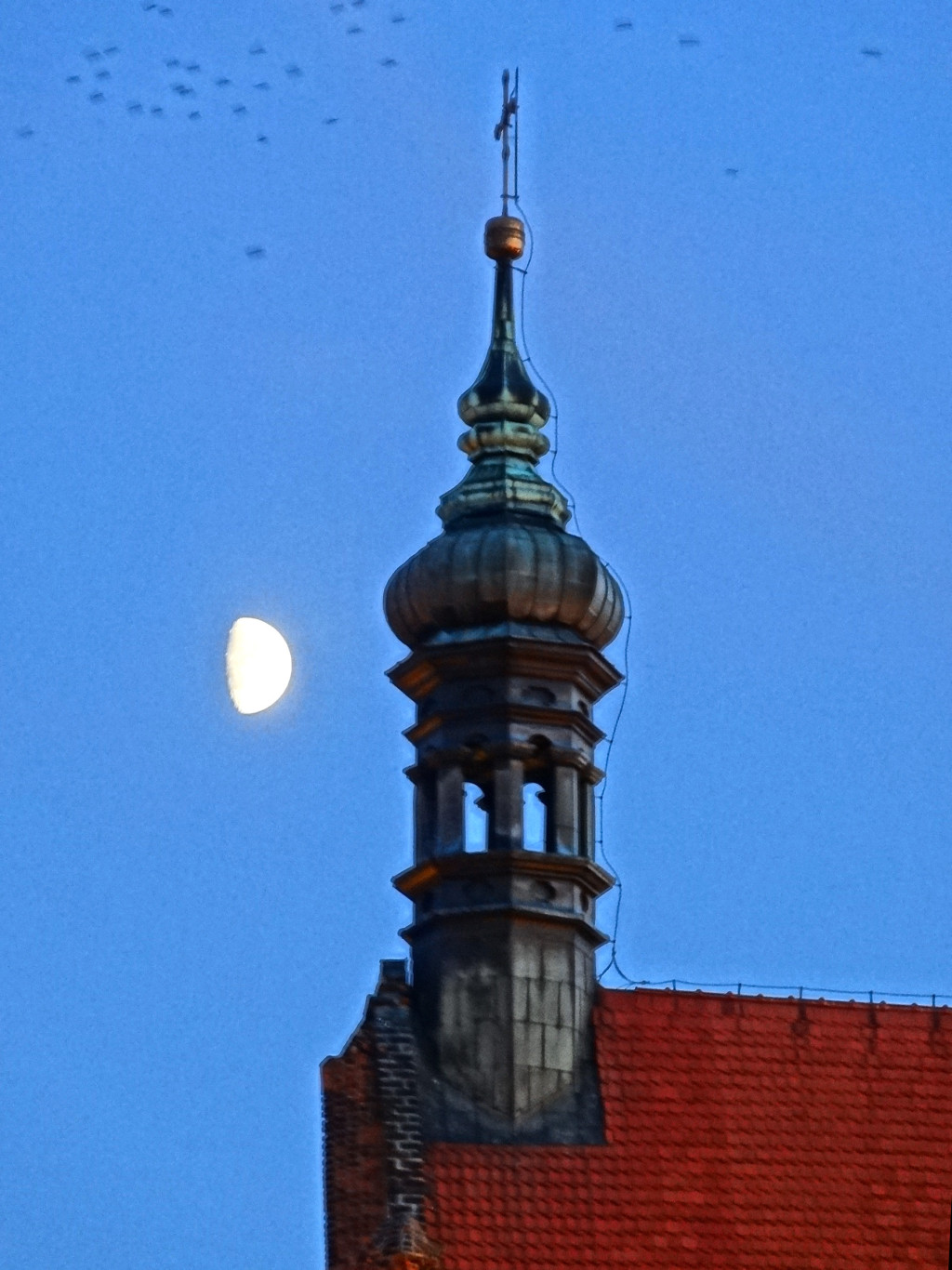
Wieża-sygnaturka ufundowana w 1660 przez Wojciecha Łochowskiego (syna), mieści dzwon odlany w 1702 r.

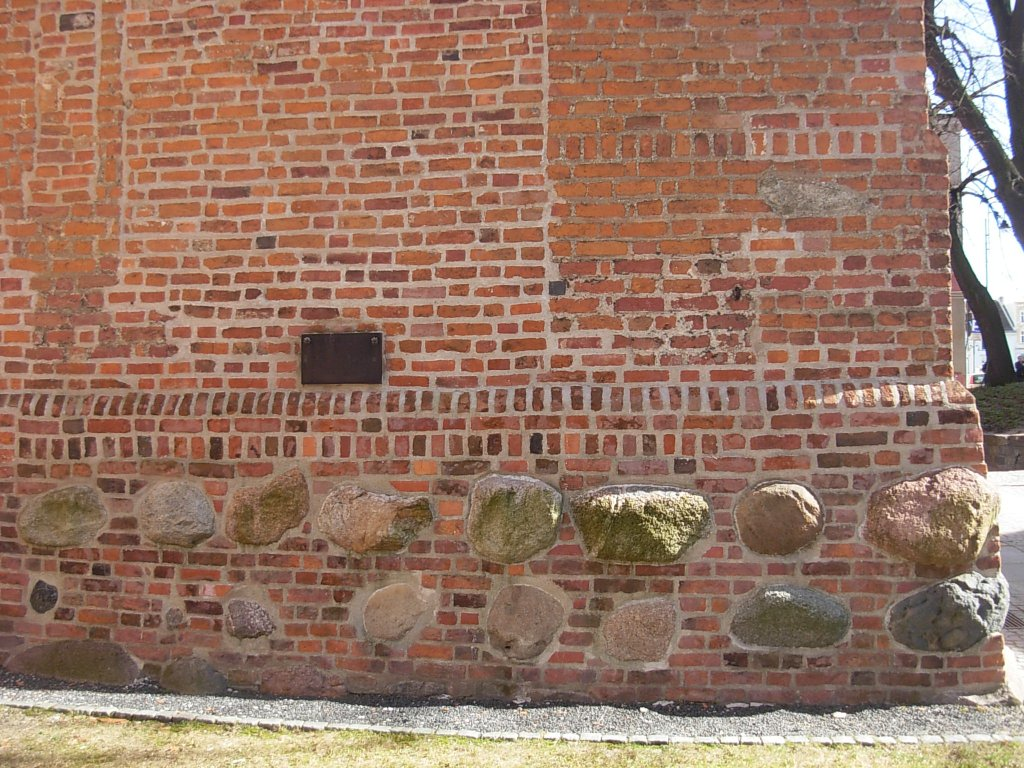
Tzw. „kamienie chlebowe” w murze dzwonnicy (przełom XV/XVI w.)

Wnętrze kościoła w okresie staropolskim prezentowało się okazale. Istotny element wystroju kościelnego wnętrza stanowiły ołtarze. Posadzka w prezbiterium była od początku kamienna, a w nawach – ceglana. W latach 1712–1745 prezbiterium i nawę główną wyłożono marmurowymi płytami. Pod posadzką prezbiterium znajdowało się sześć sklepionych krypt grzebalnych. Dwie krypty wymurowano także we wschodniej części nawy północnej, przy ołtarzach Marii Panny i Świętego Wawrzyńca, a cztery kolejne zalegały na poziomie fundamentów każdej z kaplic. W latach 1712–1745 pobielone wcześniej ściany zakrystii, prezbiterium, korpusu nawowego oraz tynki filarów międzynawowych pokryto w niektórych miejscach figuralną polichromią. Specyficzny element dekoracji ścian stanowiły także nagrobne epitafia. Większość przedrozbiorowych ołtarzy oraz wyposażenia ruchomego uległa destrukcji w epoce wojen napoleońskich.
Przedmioty rzemiosła artystycznego, wykorzystywane do służby Bożej w protokołach wizytacji kanonicznych kościoła farnego:
| Przedmioty          | 1582 rok                | 1745 rok |
| Monstrancje         | 1                       | 2        |
| Krucyfiksy i krzyże | 4                       | 6        |
| Pacyfikały          | 7                       | 3        |
| Ampułki             | 2                       | 20       |
| Puszki na krzyżmo   | 2                       | 5        |
| Kielichy z patenami | 16                      | 17       |
| Kadzielnice         | 1                       | 2        |
| Lichtarze           | 52                      | 78       |
| Kapy                | 9                       | 12       |
| Dalmatyki           | 8                       | 14       |
| Ornaty              | 32 (z tego 24 gotyckie) | 46       |

W świetle wizytacji przeprowadzonej w 1745 r. w kościołach dekanatu bydgoskiego, wyposażenie bydgoskiego kościoła farnego w sprzęty liturgiczne czterokrotnie przewyższało wyposażenie sąsiedniej parafii w Fordonie, a pięciokrotnie parafii w Solcu Kujawskim.
Osprzęt kościelny narastał i zmieniał się z upływem lat. Stalle chórowe w prezbiterium wespół z amboną na północno-wschodnim filarze międzynawowym sprawił w 1526 r. starosta bydgoski, Stanisław Kościelecki. Stalle te, późnogotyckie bądź renesansowe, składały się z trzech zespołów siedziskowych. W 1763 r. wzmiankowano następne, zachowane do czasów obecnych, usytuowane przy zachodniej ścianie świątyni.
Ławki dla wiernych, w większości pokryte różnorodnymi malowidłami, stały w nawach co najmniej od XVII w. (w 1763 r. było ich 25). Liczba konfesjonałów wahała się od trzech w XVII w. do dwóch w XVIII w. Pod sklepieniem, w symbolicznym środku kościoła, na styku prezbiterium i nawy głównej, występowała wówczas belka tęczowa, zwieńczona figurą ukrzyżowanego Chrystusa.
Późnorenesansową, mosiężną chrzcielnicę, z rytymi przedstawieniami świętych: Wojciecha i Mikołaja oraz Chrztu Jezusa w Jordanie, ufundował w 1611 r. burmistrz i kronikarz bydgoski, Wojciech Łochowski. Od tamtego czasu zajmuje ona miejsce we wschodnim przęśle nawy głównej, przy południowej ścianie tęczowej.

#### Organy
Od XVI w. nabożeństwa w farze uświetniała muzyka organów, na co wskazuje opis wizytacyjny z 1586 r. Pierwotne organy użytkowano do 1763 r., kiedy na koszt miasta zbudowano nowe, z pedałami, dwiema klawiaturami i pięcioma miechami, na jakich grano do XIX wieku.

#### Kultowe obrazy, wota
Od początku XVIII w. przed najważniejszymi ołtarzami: głównym w prezbiterium i Najświętszej Marii Panny w nawie północnej, wisiały na łańcuchach mosiężne korony. W ołtarzu z nawy tkwił gotycki obraz Matki Boskiej z Różą, wzmiankowany w latach 1699–1745 jako cudowny i łaskawy, dzięki któremu od połowy XVII w. fara odgrywała rolę lokalnego sanktuarium maryjnego. W XVIII w. adorowano także wizerunek Trójcy Świętej z ołtarza głównego oraz kilka innych obrazów, osadzonych w ołtarzach bocznych: Chrystusa Bolesnego, Matki Boskiej Niepokalanie Poczętej, świętego Rocha, świętej Barbary oraz świętej Anny Samotrzeć. Czczone wizerunki pokrywały srebrne sukienki, korony, gwiazdy i atrybuty.
Kultowy prestiż malowideł dokumentowały ponadto metalowe wota ze srebra, jakie wieszano przy nich z prośbą o określone łaski lub w podzięce za już doznane. Liczba kruszcowych plakietek wotywnych podlegała zmianom; w 1712 r. zarejestrowano 56 sztuk o łącznej wadze blisko 4 kilogramów, w 1745 r. – 17 szt., a w 1763 – 43 szt. Większość wot skupiała się przy obrazie Madonny z Różą. Dwa okazałe wota (po ok. 900 gramów) w intencji pomyślności miasta złożyła w różnych czasach bydgoska rada miejska. Jedno z nich, ufundowane przed rokiem 1745, wespół z herbem Bydgoszczy zawierało rytowany wizerunek Matki Boskiej.

#### Relikwie
Atrakcyjność kultową świątyni w okresie staropolskim podnosiły relikwie, wystawiane na widok publiczny. Spoczywały one w sześciu srebrnych, pozłacanych krzyżach i pacyfikałach, wysadzanych szlachetnymi kamieniami. W skład XVIII-wiecznej kolekcji relikwiowej wchodziły doczesne szczątki dziewięciu świętych: św. Andrzeja; Kastula, Felicysyma, Bonifacego i Urbana – męczenników; Cecylii i Katarzyny Aleksandryjskiej – dziewic i męczennic oraz św. Wojciecha i św. Mikołaja – biskupów i patronów kościoła. Kolekcja ta uległa zagładzie w XIX wieku, gdy razem z relikwiami zaginęły stare, kruszczowe relikwiarze.

### Bractwa kościelne
Z bydgoskim kościołem farnym związane było życie społeczno-religijne kościelnych bractw i pokrewnych stowarzyszeń. Podejmowały one zadania: dewocyjne, towarzyskie, samopomocowe i charytatywne. Zrzeszały wiernych obojga płci, niekiedy także kapłanów, miały obieralny zarząd, duchownych promotorów, własne statuty, fundusze oraz osobne ołtarze, służące celebrowaniu mszy, nabożeństw i pogrzebów brackich. Wśród motywów działania każdej konfraterni na czoło wysuwało się dążenie do zapewnienia swym członkom godnego pochówku oraz duchowego wsparcia, niezbędnego do osiągnięcia zbawienia. Wsparcia tego rodzaju udzielano modlitwami, jałmużnami na rzecz ubogich oraz zamówionymi w kościele mszami za dusze zmarłych.
Bractwa kościelne w bydgoskim kościele farnym:
| Nazwa                    | Lata istnienia | Uwagi |
| Bożego Ciała             | 1466–1609      | Najstarsze z bydgoskich bractw farnych. Powołali je wspólnie: kler parafialny oraz rajcy bydgoscy: Marcin Bril i Jan Wliła. 16 stycznia 1466 r. statut bractwa zatwierdził biskup włocławski, Jakub z Sienna. Według kroniki Łochowskiego, bractwo w 1466 r. zbudowało własną, przykościelną kaplicę pod wezwaniem św. Anny, zaś swoją działalność prowadziło do 1609 r. W myśl statutu, skupiało w swych szeregach zarówno parafian, jak i duchowieństwo. Dysponowało własnymi funduszami, składanymi do przechowywanej w kaplicy brackiej skrzyni. Na czele konfraterni stało dwóch braci duchownych i dwóch świeckich. Msze ku czci Bożego Ciała odbywały się w każdy czwartek. Celebrował je proboszcz w asyście wszystkich kapłanów miasta. |
| Najświętszej Marii Panny | 1500–1581      | Egzystowało przed rokiem 1505, być może od końca XV wieku. W gronie jego członków znajdowali się dwaj mieszczanie bydgoscy, złotnik Szymon i Anna Wdowa, fundatorzy brackiego ołtarza pod wezwaniem Przenajświętszej Dziewicy Marii, kanonicznie erygowanego 29 czerwca 1505 r. przez biskupa włocławskiego, Wincentego Przerębskiego. Liturgia bracka obejmowała 4 msze św. w każdym tygodniu. Bractwo upadło przed 1581 rokiem, a jego członkowie zasilili szeregi Bractwa Bożego Ciała, z jakim poza kultem eucharystycznym łączyła ich wspólnie użytkowana kaplica pod wezwaniem św. Anny i Najświętszej Marii Panny. |
| Kapłańskie               | 1584           | Wzmiankowane tylko w 1584 r., egzystowało w XVI w., skupiając diecezjalnych kapłanów z Bydgoszczy i okolic oraz osoby świeckie. |
| Świętej Trójcy           | 1632–1800      | Egzystowało w XVII i XVIII wieku. Jego członków nazywano literatami, gdyż posiadali umiejętność czytania, co podczas mszy i nabożeństw brackich pozwalało im korzystać z psałterzy i modlitewników. Prestiż konfraterni podnosiły wieczyste odpusty, nadane bractwu 5 kwietnia 1646 roku przez papieża Innocentego X. Członkowie bractwa wywodzili się głównie spośród magistratu i patrycjatu miasta. Ogólnoparafialny charakter miały brackie msze wotywne, zwane mszami literatów, jakie ku czci Trójcy Świętej odprawiano co niedzielę przy ołtarzu głównym. Do bractwa należał ołtarz Matki Boskiej Niepokalanie Poczętej, wzbogacony o dodatkowe wezwanie Trójcy Świętej.                                                                  |
| Strzeleckie              | od 1681        | Bydgoskie Bractwo Kurkowe oprócz roli militarnej, stanowiło również od 1681 r. bractwo kościelne, którego patronem obrano Trójcę Świętą. Liturgię bracką celebrowano najprawdopodobniej przy ołtarzu głównym. |

Oprócz bractw rozwijających się przy kościele farnym, istniały liczne bractwa kościelne zakładane przy bydgoskich kościołach szpitalnych i zakonnych. Do najważniejszych z nich należały:
- bractwo Świętego Walentego przy szpitalnym kościele Świętego Krzyża, na przedmieściu Poznańskim;
- bractwa: Matki Boskiej Szkaplerznej, Świętego Józefa, Świętego Różańca, Opieki Matki Boskiej przy kościele karmelitów, na przedmieściu Gdańskim;
- bractwa: Świętej Anny, Świętego Antoniego przy kościele bernardynów, na przedmieściu Kujawskim;
- bractwa: Świętej Urszuli i Aniołów Stróżów przy kościele klarysek, na przedmieściu gdańskim.

Od końca XVI w. istniejące w mieście cechy rzemieślnicze rozszerzyły swoją działalność także na sferę duchową, korzystając z usług kleru parafialnego. Przed 1596 r. cokwartalne (suchedni) msze św. za swoich zmarłych konfratrów zlecało 11 korporacji zawodowych, utworzonych przez czapników (kapeluszników), rzeźników, mistrzów szewskich, czeladników szewskich, kuśnierzy, krawców, stolarzy, ślusarzy, kowali, kramarzy oraz kupców zbożowych (szyprów). W XVII w. dołączyło do nich bractwo piekarzy. Od 1597 r. cechy obejmowały opieką poszczególne ołtarze w kościele. W 1745 r. wzmiankowano ogólnie 5 takich ołtarzy, starych i nowo wzniesionych, które należały do krawców, szewców (św. Rocha), piekarzy, rzeźników oraz szyprów (św. Barbary), co poświadczały zawieszone na nich proporce cechowe.

### Dzieje w okresie zaboru pruskiego 1772–1920

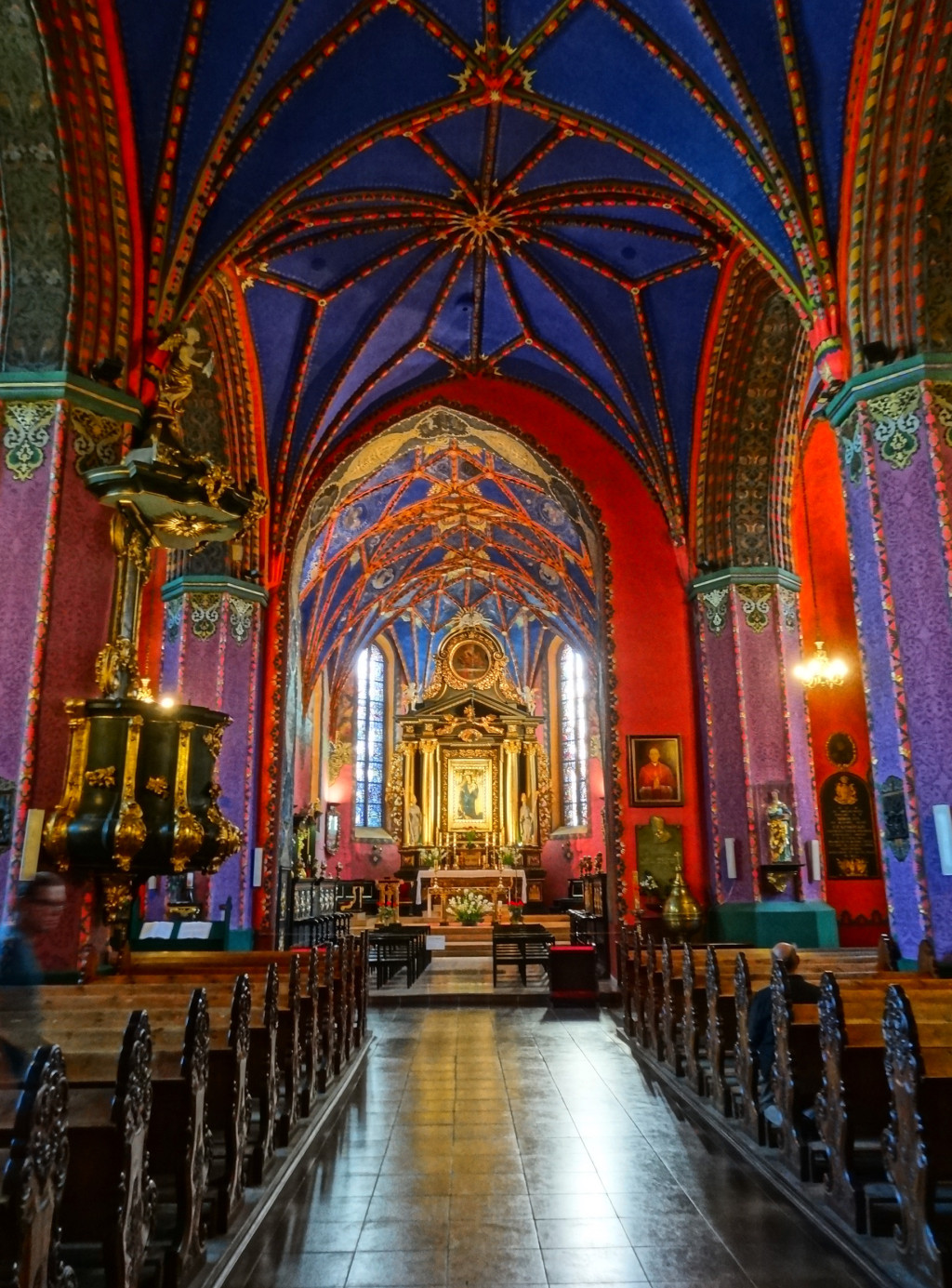
Wnętrze

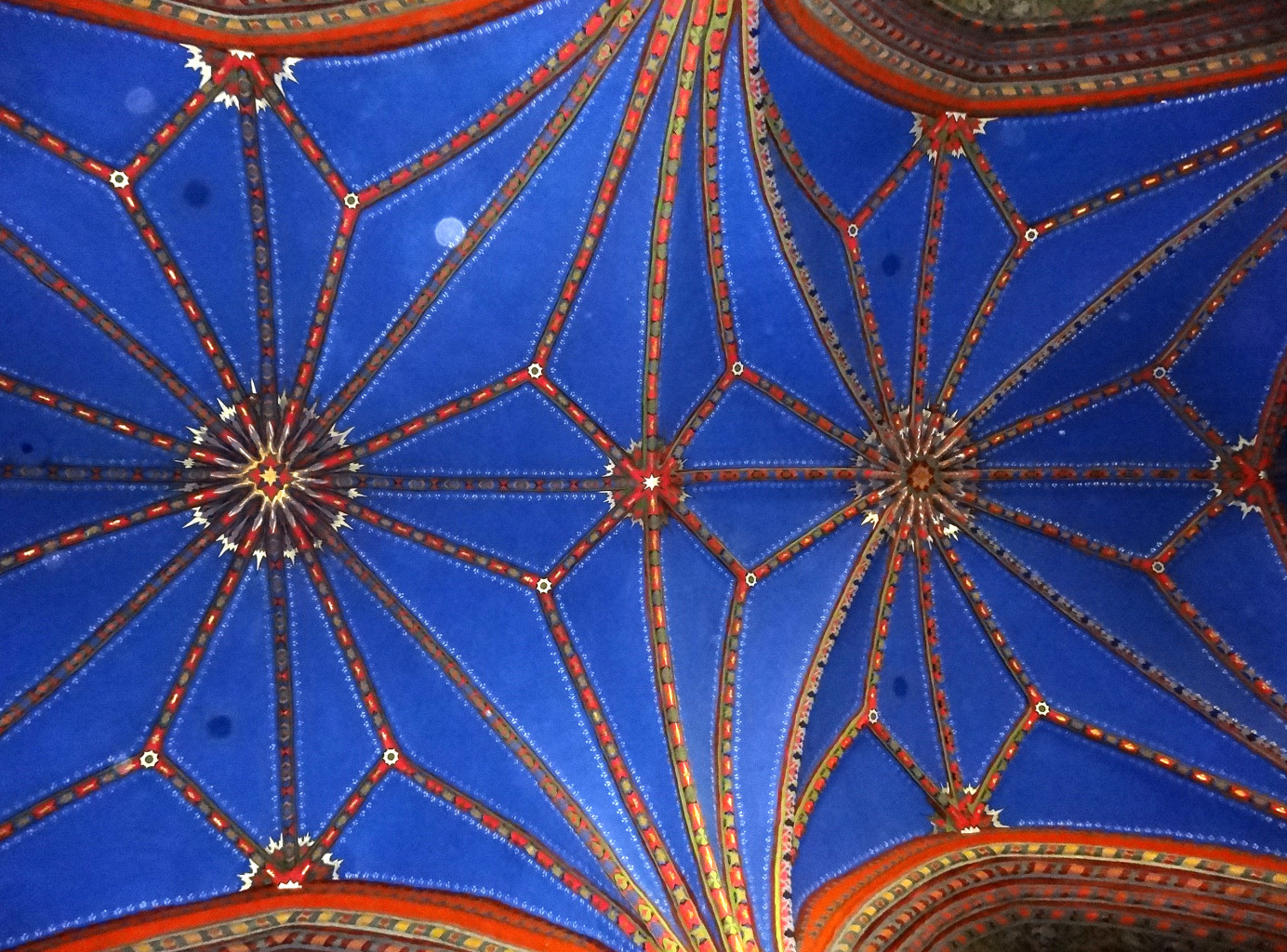
Gotyckie sklepienia

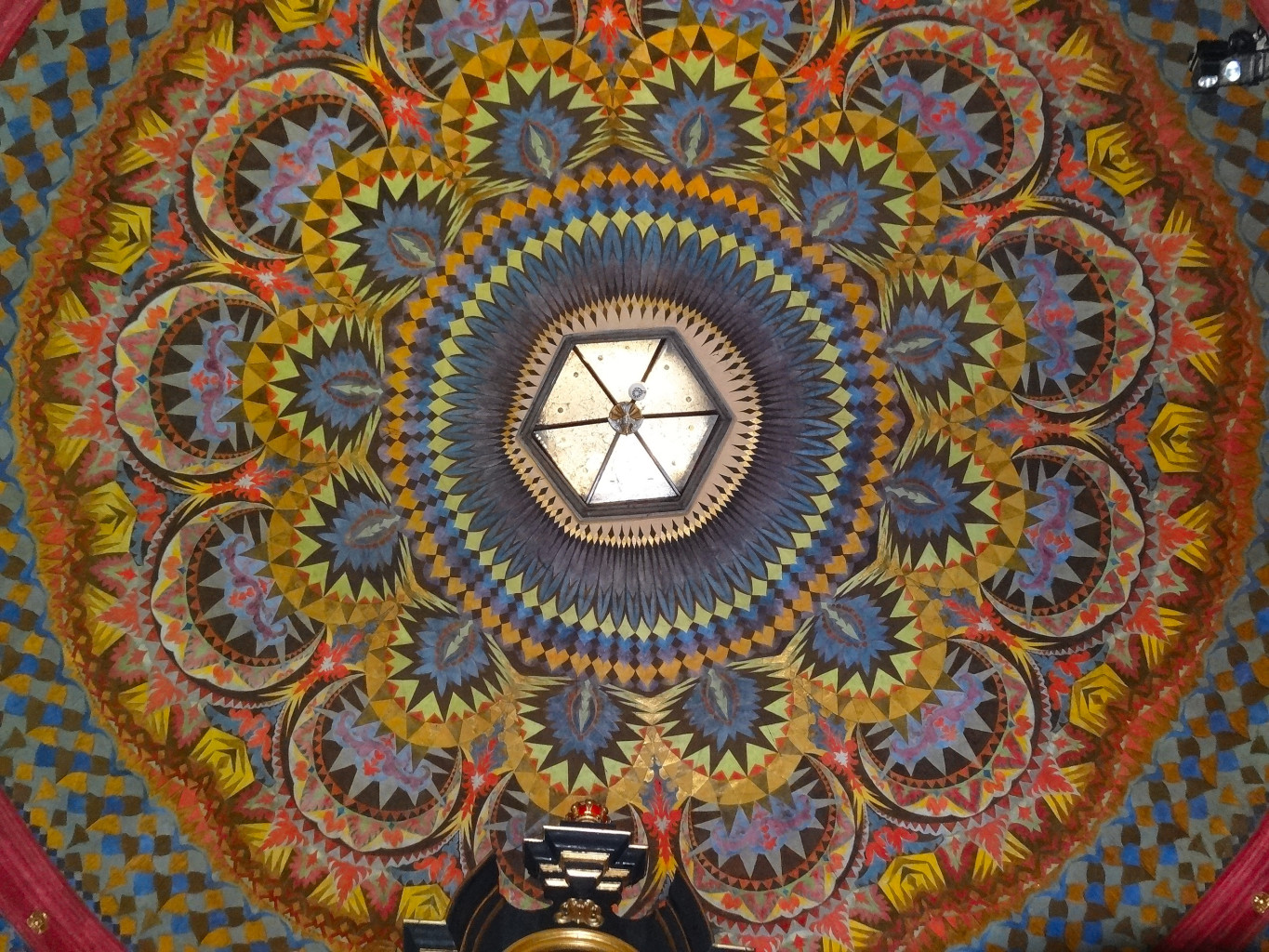
Polichromia na kopule kaplicy św. Krzyża

W momencie wcielenia Bydgoszczy do Królestwa Prus w wyniku I rozbioru Polski, kościół farny znajdował się w nie najlepszym stanie technicznym. W 1794 r. uszczuplono jego wyposażenie, ofiarowując na potrzeby insurekcji kościuszkowskiej spore ilości srebra, a także liczne precjoza, w sumie 256 grzywien. Spore dary przekazały także klasztory: jezuitów i bernardynów.
Na początku XIX wieku kościół został doprowadzony do ruiny. W czasach Księstwa Warszawskiego (1807–1815) Francuzi i Rosjanie wykorzystywali go do celów wojskowych. Zniszczono wtedy większość ołtarzy bocznych oraz elementów ruchomych.
W latach 1819–1829 dokonano gruntownej renowacji kościoła finansowanej ze środków Królestwa Prus. Podczas prac renowacyjnych usunięto część wyposażenia oraz rozebrano trzy zrujnowane kaplice boczne. Uratowano czwartą, od strony północnej (św. Fabiana i św. Sebastiana), pod nowym wezwaniem Świętego Krzyża. Z dawnych ołtarzy zachowano zaledwie trzy (Najświętszej Marii Panny, św. Barbary, św. Fabiana i św. Sebastiana). Ubytki uzupełniono ołtarzami ze zlikwidowanych klasztorów bydgoskich. Liczba tych obiektów wzrosła w farze do 10, a następnie zmalała do 7. Dwa ołtarze boczne – św. Rocha i św. Antoniego Padewskiego – przejęto z kościoła pobernardyńskiego, dwa kolejne – Matki Boskiej Szkaplerznej i św. Józefa – z kościoła karmelitów (wszystkie z XVII–XVIII w.) W tabernakulum ołtarza św. Antoniego, który pozyskano z kościoła pobernardyńskiego, odziedziczono relikwie w postaci siedemnastu kości Jedenastu Tysięcy świętych Dziewic, towarzyszek świętej Urszuli. Z karmelickiego kościoła mariackiego przejęto również rokokową ambonę z wizerunkiem Stanisława Bydgosty oraz cztery stalle z 18 siedziskami. Wyremontowaną świątynię oddano ponownie do użytku w 1831 r. i ponownie konsekrowano. Dodatkowo przed 1875 r. w rejonie dawnej kaplicy św. Szczepana postawiono neogotycką przybudówkę.
W XIX wieku, w związku z kasatą klasztorów: karmelickiego (1816) i bernardyńskiego (1829), przeniesiono do fary, istniejące od dawna przy obu klasztorach bractwa: Matki Boskiej Szkaplerznej i Świętej Anny. Razem z tymi stowarzyszeniami po wiek XX egzystowało farne Bractwo Św. Barbary, które kontynuowało żywot przedrozbiorowej konfraterni szyprów i żeglarzy. W XIX wieku kontynuowało także swoją przedrozbiorową religijną działalność kilka bydgoskich bractw cechowych.
W okresie zaborów świątynia stanowiła jedyny kościół parafialny w mieście i w tym czasie skupiała życie religijno-narodowe Polaków w Bydgoszczy i okolic. Sąsiedni kościół pojezuicki od 1834 r. użytkowali katolicy narodowości niemieckiej, zaś pozostałe bydgoskie świątynie filialne i zakonne rozebrano, pozostawiając tylko dwie: bernardynów i klarysek z przeznaczeniem na inne cele.
Szczególnie trudna była sytuacja parafii bydgoskiej w okresie Kulturkampfu, gdyż specyfiką tego okresu było połączenie walki prowadzonej z kościołem katolickim z akcją germanizacyjną. Młodzieży z bydgoskich gimnazjów władze niemieckie zakazały chodzenia do kościoła farnego z powodu głoszenia kazań w kościele w języku polskim.
W 1919 na rynnie pod dachem w południowo-zachodnim narożniku świątyni umieszczono wizerunek polskiego orła, który przetrwał cały okres okupacji niemieckiej w czasie II wojny światowej.

### Okres międzywojenny
Po włączeniu Bydgoszczy do odrodzonego państwa polskiego, z parafii farnej wydzielono pięć mniejszych parafii, co pozwoliło odciążyć kościół od nadmiernej liczby wiernych (w 1924 r. parafia farna obejmowała opieką duszpasterską 100 tys. osób). W latach 1922–1926 wnętrze kościoła gruntownie odrestaurowano z inicjatywy ówczesnego proboszcza ks. Tadeusza Skarbka-Malczewskiego. Zakres podjętych prac był bardzo szeroki. Ściany i sklepienia pokryto modernistyczną polichromią (projekt Stefan Cybichowski, wykonawstwo: Henryk Jackowski-Nostitz, 1922–1925), a w oknach osadzono witraże (Henryk Jackowski-Nostitz, 1923–1924). Gruntownej restauracji i wyeksponowania doczekał się cudami słynący obraz Matki Boskiej z Różą w ołtarzu głównym.

### II wojna światowa
9 stycznia 1940 r. władze okupacyjne przekazały kościół farny Niemcom, formalnie zakazując wstępu do niego Polakom. Proboszczem został ks. Alojzy Kaluschke, były prebendarz kościoła pojezuickiego. Zarządzeniem niemieckich władz nakazano wywóz cenniejszych zbiorów muzealnych i kościelnych w głąb Rzeszy. W tej sytuacji polski personel kościelny ulokował cenne wyposażenie kościoła w dworach wiejskich w okolicy Bydgoszczy. Obraz Matki Boskiej z Różą oceniony jako dzieło wysokiej klasy, wywieziony został w dniu 23 lipca 1943 r. do kościoła w Mąkowarsku w powiecie bydgoskim. Umieszczono go w ołtarzu kaplicy bocznej, gdzie pozostał do 26 września 1945 r.
W czasie walk o wyzwolenie Bydgoszczy w styczniu 1945 r. kościół doznał poważnych zniszczeń. Ostrzał artyleryjski uszkodził dach oraz zniszczył okna i witraże w kościele. Krótko po wojnie przez nieszczelny dach do wnętrza świątyni dostawały się opady atmosferyczne.

### Okres podrugowojenny
Po zakończeniu II wojny światowej nowy proboszcz parafii farnej ks. Franciszek Hanelt przystąpił do usuwania szkód wojennych oraz remontu świątyni. W 1950 r. obraz Madonny z Różą poddany został konserwacji w Pracowni UMK w Toruniu. Prac przy zniszczonych witrażach podjął się Edward Kwiatkowski, wykładowca z Wydziału Historii i Sztuki UMK, uczeń Henryka Jackowskiego, przed wojną kierujący pracownią malarstwa i produkcji witraży „Polichromia” w Poznaniu. Prace renowacyjne przy kościele wykonano w latach 1952–1954.
W kolejnych dziesięcioleciach rosła ranga kościoła. W 1966 r. Prymas Polski Stefan Wyszyński ukoronował wizerunek Madonny z Różą, nadając jej tytuł Matki Bożej Pięknej Miłości. W latach 1982–1996 przy kościele rezydował wikariusz biskupi dla miasta Bydgoszczy, Jan Nowak, późniejszy ordynariusz siedlecki. 5 września 1993 roku arcybiskup gnieźnieński, Henryk Muszyński, podniósł kościół farny do godności kolegiaty, ustanawiając przy nim kapitułę bydgoską pod wezwaniem Matki Bożej Pięknej Miłości.
7 czerwca 1999 roku podczas mszy św. sprawowanej w Bydgoszczy z udziałem 600 tys. wiernych, papież Jan Paweł II przyznał farze tytuł konkatedry archidiecezji gnieźnieńskiej. W 2001 r. arcybiskup Henryk Muszyński w roku jubileuszu 750-lecia szkaplerza, dokonał uroczystej rekoronacji drugiego czczonego w kościele wizerunku maryjnego – Matki Bożej Szkaplerznej. W 2002 r. uroczyście obchodzono 500-lecie fary, z której to okazji Jan Paweł II przesłał specjalny list do bydgoszczan. Rok później poświęcono Drzwi Jubileuszowe. Od 1997 r. prowadzono kompleksową renowację kościoła, zarówno wnętrz, jak i murów zewnętrznych. W wyniku tych prac, w 2002 r. kaplica św. Krzyża z odrestaurowaną polichromią w stylu art déco, została zaadaptowana na kaplicę całodziennej spowiedzi św. Przywrócono również figurę św. Jana, stanowiącą element wystroju dawnego ołtarza w nieistniejącej kaplicy św. Jana.
25 marca 2004 r. na mocy dekretu Jana Pawła II, kościół farny stał się katedrą nowo utworzonej diecezji bydgoskiej. Patronką diecezji ustanowiono Matkę Boską Pięknej Miłości, której obraz znajduje się w ołtarzu głównym.
W 2013 roku dokonano wymiany pokrycia dachów nad prezbiterium, zakrystią i wieżą kościoła, w wyniku której dachówkę karpiówkę zastąpiono dachówką mnich-mniszka. Jednocześnie przeprowadzono prace przy więźbie dachowej nad prezbiterium – jej unikatowa w skali województwa, wykonana z drewna sosnowego XVI-wieczna konstrukcja była w złym stanie i wymagała natychmiastowej interwencji.
W 2015 przeprowadzono wymianę dachówek i wzmocnienie drewnianej konstrukcji dachu nad nawą główną (koszt prac: 1,5 mln zł).
W 2017 między nawami północną i środkową odkryto kryptę pod posadzką katedry. W trakcie dalszych badań archeologicznych, 2 stycznia 2018 r. półtora metra od południowej ściany prezbiterium, na wysokości drzwi zakrystii, znaleziono ukryty pod powierzchnią skarb złożony z 200 wyrobów z XVII w. (pierścienie, obrączki, wisiory, naszywki, paciorki i dewocjonalia), w tym wielu złotych i wysadzanych kamieniami jubilerskimi, a także 486 złotych monet z lat 1570–1652. Przypuszcza się, że skarb pochodzi z lat potopu szwedzkiego. W początku marca 2018 odnaleziono srebrne monety z XVII w., a także fundamenty starego ołtarza. Równocześnie stwierdzono, że ołtarz główny nie jest w sposób trwały przytwierdzony do podłoża i w każdej chwili może się przewrócić, po czym dokonano jego prowizorycznego zabezpieczenia, a następnie, po przyznaniu przez samorząd województwa dotacji celowej w wysokości 250 tys. zł, w 2018 przystąpiono do prac ratunkowych (koszt: 777 tys. zł), które mają się zakończyć do połowy 2019 roku.
Ponadto przywrócono do dawnej świetności kapitularz, gdzie ma się mieścić dostępny dla turystów skarbiec. Kosztem 800 tys. zł odnowione zostaną stalle karmelitańskie, które po zakończeniu prac staną bezpośrednio przy ołtarzu głównym. W prezbiterium pojawił się oszklony otwór, umożliwiający wgląd do krypty i miejsca pochówku jednego z XVIII-wiecznych proboszczów.

## Najstarsze wzmianki pisane dotyczące kościoła[24]
| Nr  | Data             | Opis | Źródło |
| 1.  | 1346             | Wiadomość o fundacji fary w momencie lokacji miasta przez dziedzicznych wójtów bydgoskich i jej budowie przez mieszczan | Wojciech Łochowski. Kronika miasta Bydgoszczy (XVII wiek). Biblioteka Książąt Czartoryskich w Krakowie, lustracja bydgoskiego starostwa z 1661 r., wizytacja miejscowej parafii z 1699 roku                                                                               |
| 2.  | 22 lipca 1402    | Pierwsza wzmianka o parafii bydgoskiej w osobie ówczesnego rektora bydgoskiego kościoła parafialnego imieniem Krystyn | Regestr dokumentów Archiwum Diecezjalnego w Płocku |
| 3.  | 1408             | Wspomniano o miejskim kościele pod wezwaniem św. Mikołaja, usytuowanym na południowym brzegu Brdy, naprzeciw Wyspy Młyńskiej | Kodex Dyplomatyczny Polski, t. 2 wyd. L. Rzyszczewski, A. Muczkowski. Warszawa 1848–1852 |
| 4.  | 1417             | Wzmianka o kościele, opatrzonej tytułem świątyni parafialnej Bydgoszczy pw. św. Mikołaja | Paweł Sczaniecki. Sacramentum dedicationis: obrzęd poświęcenia kościoła i jego znaczenie w dziedzinie religijnej, obyczajowej i kulturalnej na podstawie źródeł polskich w XII wieku. Lublin 1979                                                                         |
| 5.  | 1425             | Fara spłonęła wraz z przechowywanymi w niej dokumentami miejskimi podczas wielkiego pożaru miasta, którego sprawcą był mieszczanin Witakowski | Wojciech Łochowski. Kronika miasta Bydgoszczy (XVII wiek). Biblioteka Czartoryskich w Krakowie |
| 6.  | 13 czerwca 1425  | Wiadomość o spaleniu kościoła, dokumentów miejskich i wszystkich domów w mieście | Preambuła do odnowionego bydgoskiego przywileju lokacyjnego, wystawiona przez króla Władysława Jagiełłę. Matricularum Regni Poloniae Summaria. Warszawa 1908–1961 |
| 7.  | 8 listopada 1424 | Okólnik biskupa włocławskiego Jana Pelli, zwołujący synod duchowieństwa diecezjalnego do Bydgoszczy, który miał się rozpocząć 16 stycznia 1425 roku | Documenta ecclesias civitatis Bidgostiensis concernentia, wyd. Edward Becker. Berlin 1918 |
| 8.  | 9 maja 1460      | Umowa między plebanem bydgoskim Mikołajem, a poznańskim malarzem Wawrzyńcem (Loryncz) Stulerem o namalowanie i dostarczenie obrazu do ołtarza głównego. | Wojciech Łochowski. Kronika miasta Bydgoszczy (XVII wiek). Biblioteka Czartoryskich w Krakowie |
| 9.  | 9 grudnia 1466   | Fundacja ołtarza Najświętszej Marii Panny (później Ofiarowania Marii Panny) przez starostę bydgoskiego Jana Kościeleckiego, za uprzednią zgodą króla Kazimierza Jagiellończyka | Liber parochialis Bidgostiensis tituli sanctorum Martini et Nicolai, pontificis fundationes, inscriptiones, obligationes etc. (…) 1649. Biblioteka Czartoryskich w Krakowie (3382)                                                                                        |
| 10. | 1466             | Biskup włocławski Jakub z Sienna erygował Bractwo Bożego Ciała w kaplicy św. Anny, na prośbę wiernych wyrażoną przez rajców bydgoskich | Documenta ecclesias civitatis Bidgostiensis concernentia, wyd. E. Becker. Berlin 1918 |
| 11. | 1483             | Burmistrz bydgoski Mikołaj Giza ze swym synem ks. Stanisławem ufundowali w kościele parafialnym ołtarz św. Stanisława męczennika | Documenta ecclesias civitatis Bidgostiensis concernentia, wyd. E. Becker. Berlin 1918, Liber parochialis Bidgostiensis tituli sanctorum Martini et Nicolai, pontificis fundationes, inscriptiones, obligationes etc. (…) 1649. Biblioteka Czartoryskich w Krakowie (3382) |
| 12. | 24 lutego 1497   | Odbył się synod cząstkowy duchowieństwa diecezji włocławskiej w Bydgoszczy po przewodnictwem biskupa włocławskiego Krzesława z Kurozwęk | Statuta Synodalia dioecesis Wladislaviensis et Pomeraniae, wyd. Z. Chodyński. Warszawa 1890 |
| 13. | 14 września 1502 | Król Aleksander Jagiellończyk zarekomendował biskupowi włocławskiemu, Krzesławowi z Kurozwęk, wikariusza bydgoskiej fary, Łukasza, na opróżnione właśnie probostwo fordońskie | Matricularum Regni Poloniae Summaria. Warszawa 1908–1961 |
| 14. | październik 1502 | Przywilej Gabriela, kardynała, legata papieskiego, wydany na prośbę starosty bydgoskiego, Andrzeja Kościeleckiego. Na mocy przywileju proboszczowie bydgoscy mogą urządzać uroczyste procesje publiczne z Najświętszym Sakramentem w kościele farnym następujące dni świąteczne: św. Andrzeja (30 XI), św. Marcina (11 XI), św. Mikołaja (6 XII), św. Anny (26 VII), Zwiastowania Najświętszej Marii Pannie (25 III) oraz w święto poświęcenia bydgoskiej świątyni parafialnej. Wedle późniejszych przekazów, doroczną pamiątkę konsekracji fary obchodzono w najbliższą niedzielę po świecie Bartłomieja Apostoła (24 VIII) | Akta parafii katolickiej św. Marcina i Mikołaja w Bydgoszczy |
| 15. | 1505             | Biskup włocławski Wincenty Przerębski zatwierdził erekcję ołtarza Najświętszej Dziewicy Maryi ufundowanego przez bydgoskich mieszczan: złotnika Szymona i Annę | Statuta Synodalia dioecesis Wladislaviensis et Pomeraniae, wyd. Zenon Chodyński. Warszawa 1890 |
| 16. | kwiecień 1510    | Odbył się synod duchowieństwa diecezji włocławskiej w Bydgoszczy | Statuta Synodalia dioecesis Wladislaviensis et Pomeraniae, wyd. Z. Chodyński. Warszawa 1890 |

## Patronowie

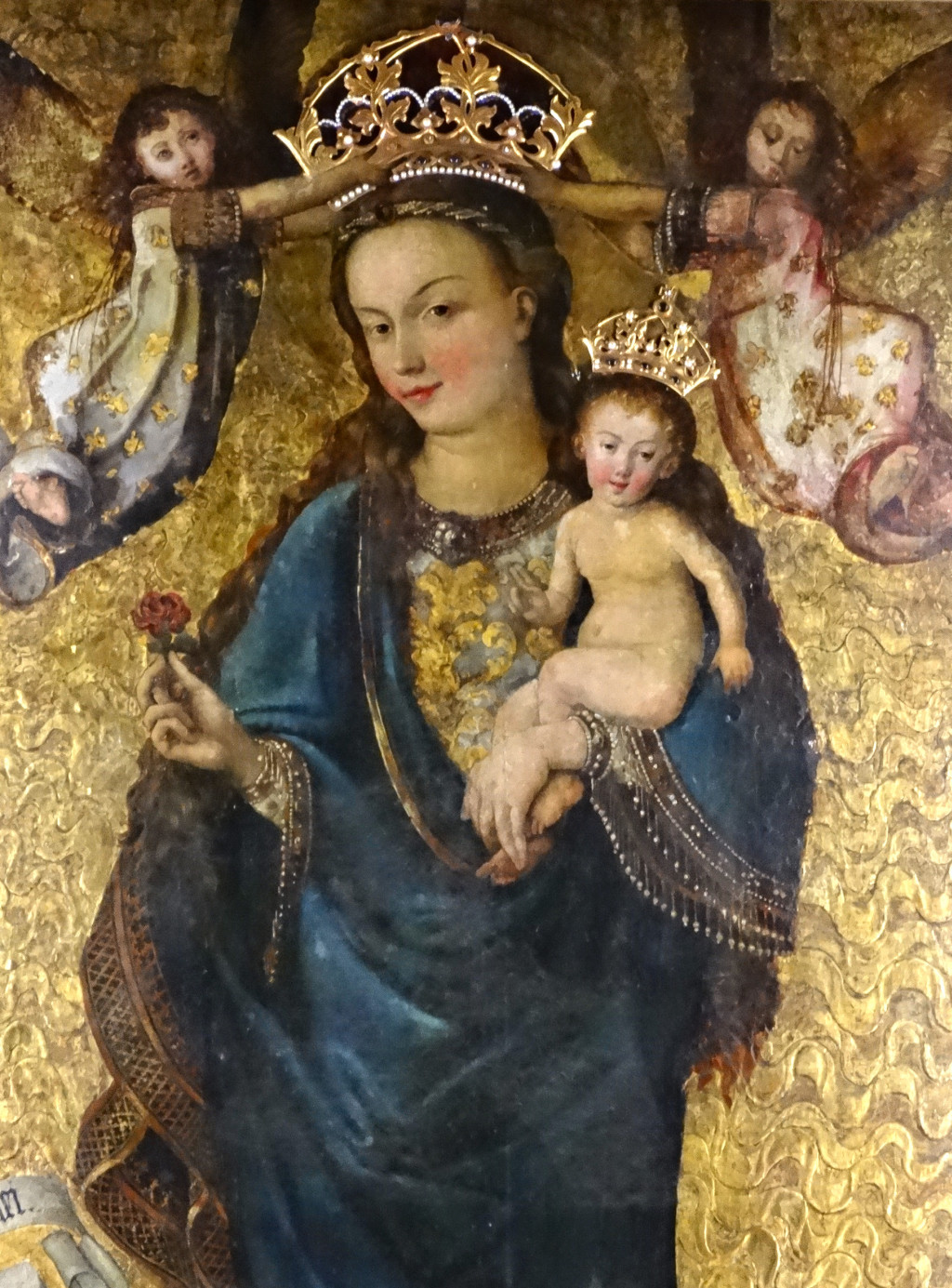
Obraz Matki Bożej Pięknej Miłości – Madonny z Różą (1467 r.) w ołtarzu głównym

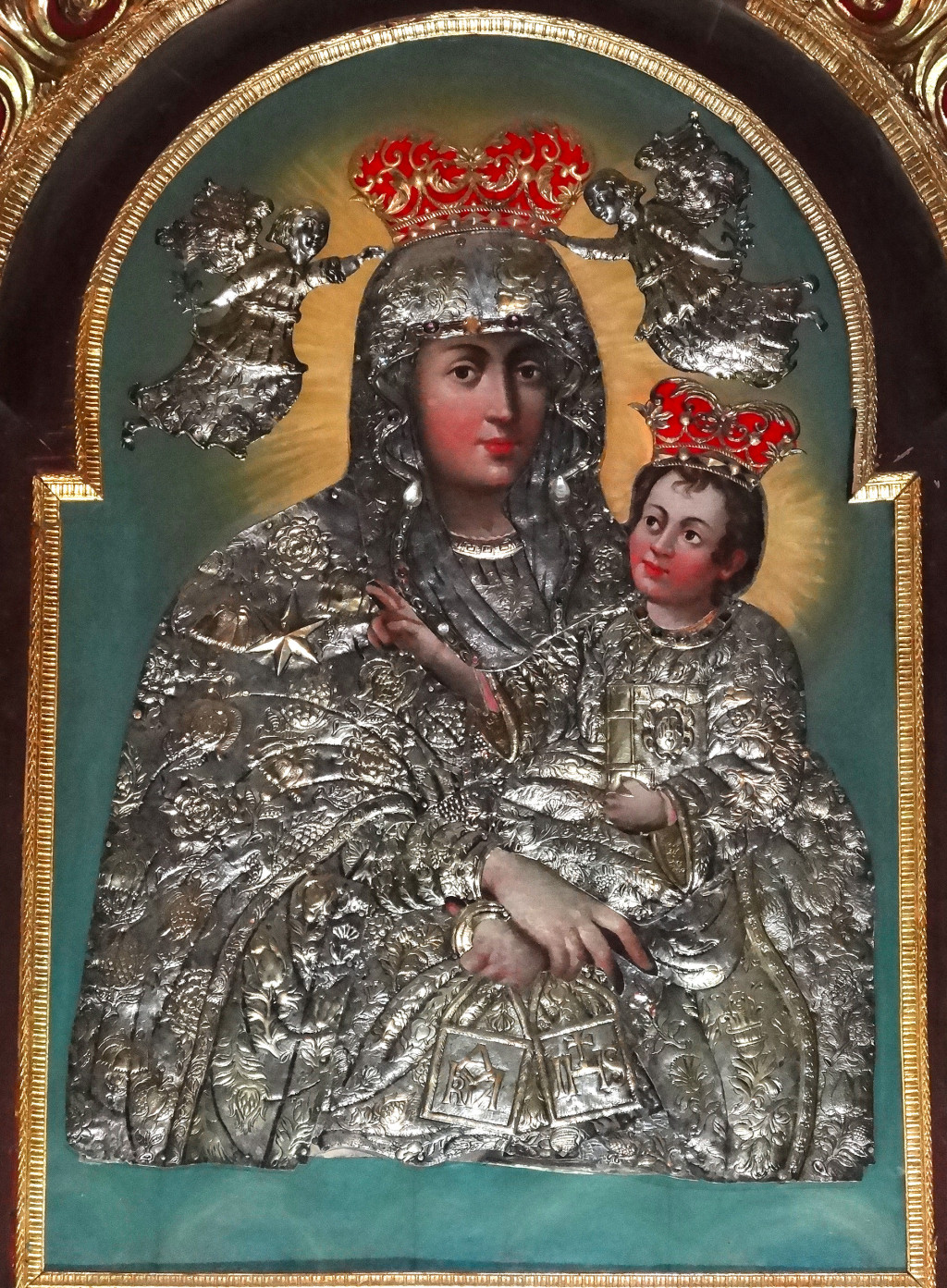
Obraz Matki Bożej Szkaplerznej – Madonny Karmelitańskiej (1700 r.) w ołtarzu nawy północnej

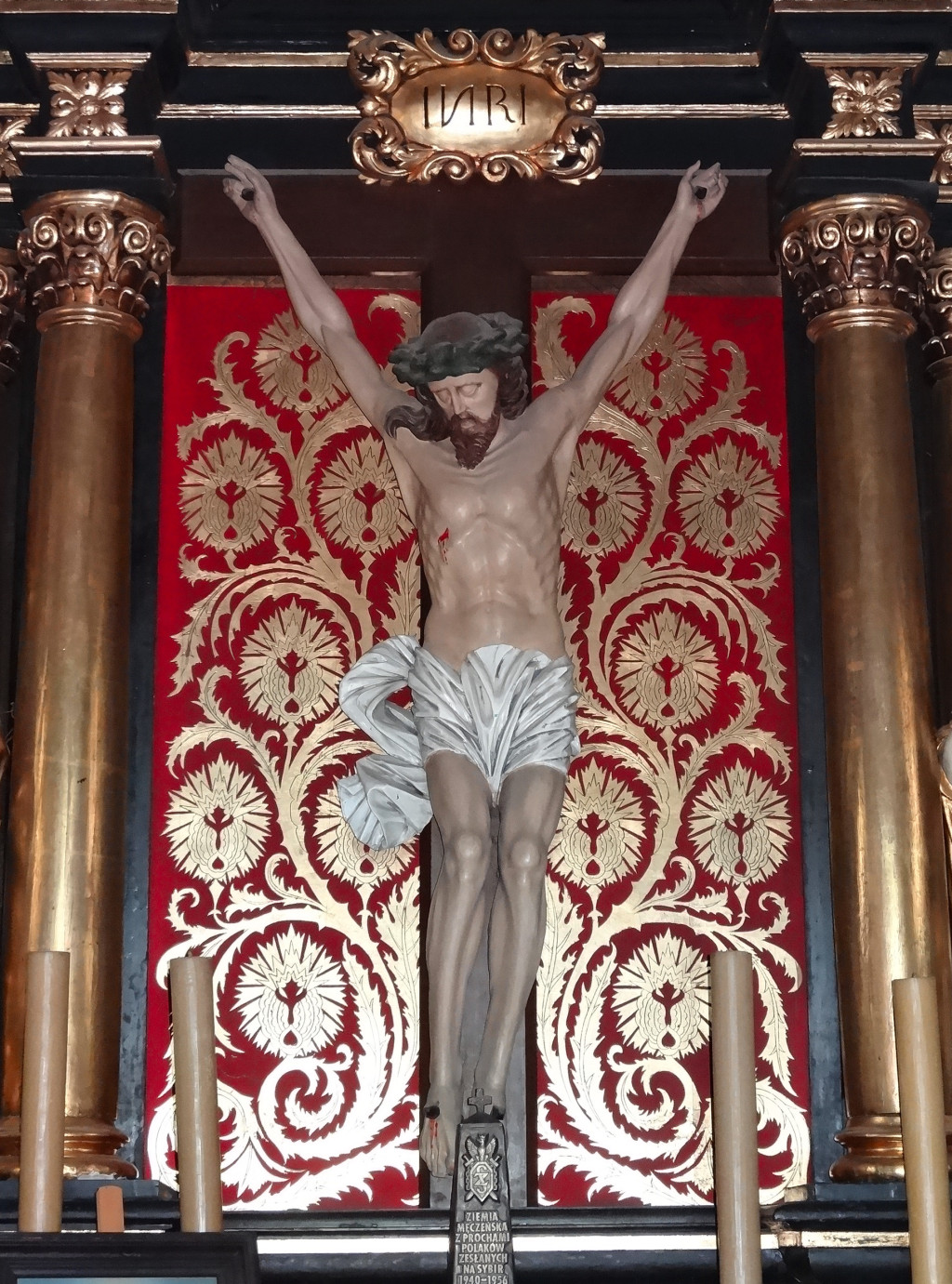
Renesansowy krucyfiks (1525 r.) w ołtarzu kaplicy św. Krzyża

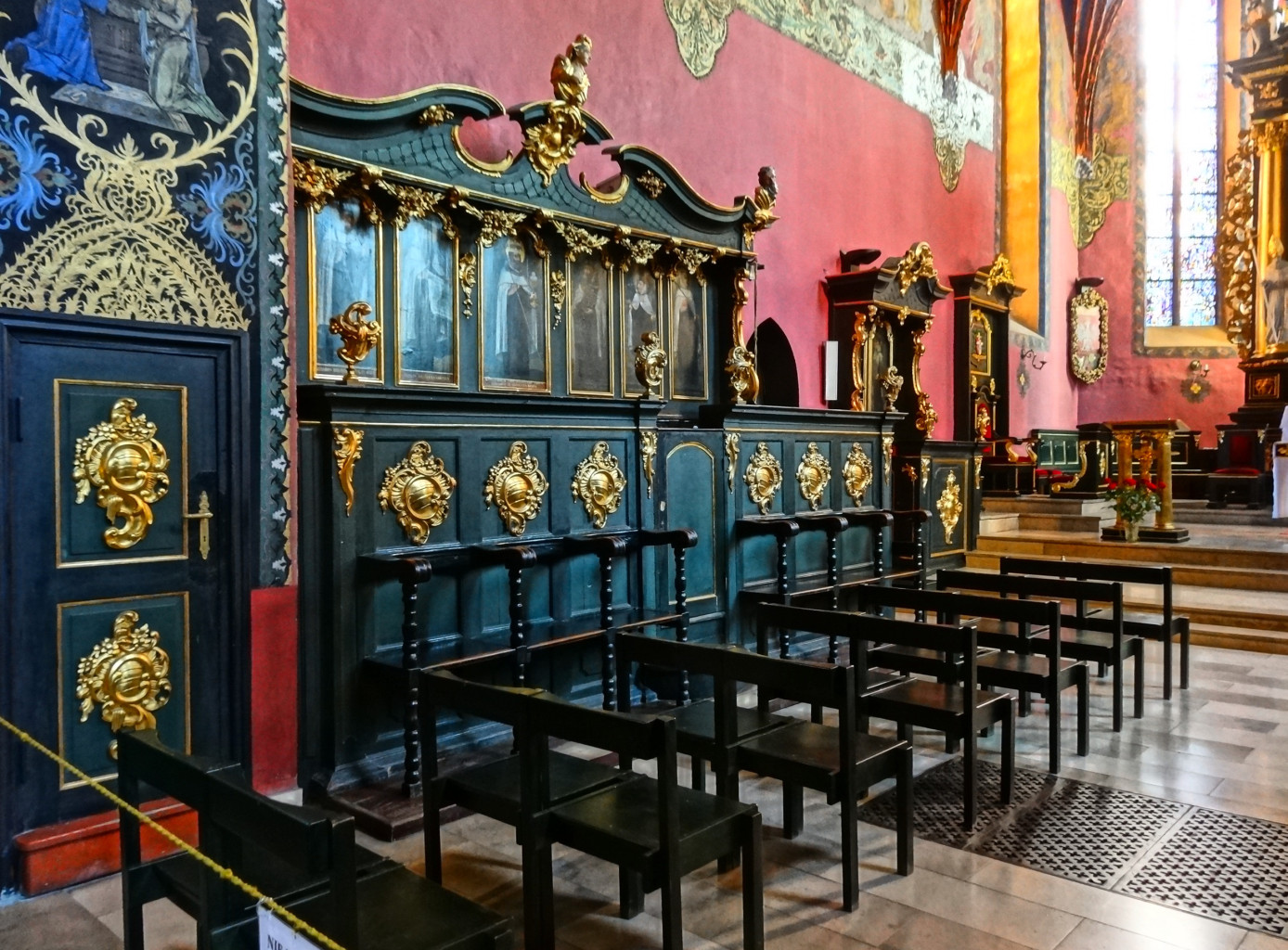
Stalle z 3. ćw. XVIII w. pochodzące ze zburzonego w 1822 r. kościoła karmelitów bydgoskich. Na zapieckach widnieją malowidła przedstawiające świętych, szczególnie czczonych przez zakon karmelitów, m.in.: św. Gerard, św. Cyryl, św. Telesfor, św. Andrzej Corsini, św. Dionizy i inni.

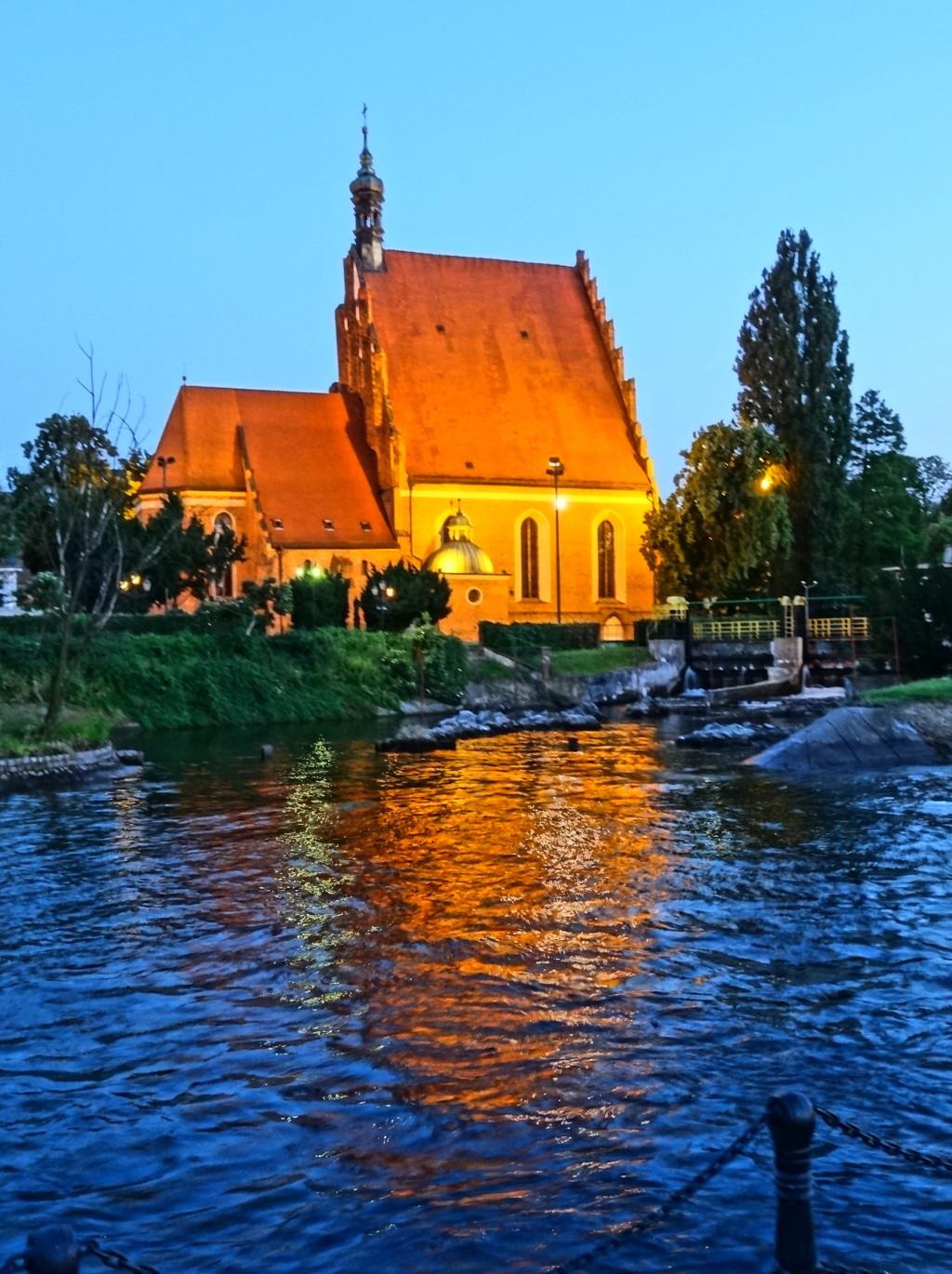
Katedra bydgoska wieczorem

Pierwszym patronem fary określano św. Mikołaja z Miry. W czasie konsekracji przeprowadzonej w 1466 r. patronami ustanowiono czterech świętych biskupów: Mikołaja, Marcina, Wojciecha i Stanisława. Pełnym wezwaniem bardzo rzadko operowano przy tytułowaniu świątyni. W zależności od zmiennych upodobań kultowych na czoło listy patronów wysuwano św. Mikołaja lub św. Marcina z Tours. Podczas kolejnej konsekracji przeprowadzonej w 1831 r. wezwanie kościoła ograniczono do dwójki świętych biskupów: św. Marcina i św. Mikołaja.

## Kultwizerunków maryjnych w kościele
W bydgoskim kościele katedralnym znajdują się dwa słynące łaskami obrazy maryjne. Pierwszym z nich jest gotycki wizerunek Madonny z Różą w barokowym ołtarzu, awansowanym do roli ołtarza głównego podczas renowacji w latach 1819–1829. Obraz ten już w XVII w. był otoczony aurą cudownej łaskawości, o czym wspominają wizytatorzy parafii. Od lat 1699–1712 z malowidłem związany był odpust papieski w intencji wyzwalania dusz czyśćcowych, na mocy upoważnienia Stolicy Apostolskiej odnawiany co dziesięć lat przez ordynariuszy. W podzięce za doznane łaski wieszano na nim liczne wota. Kult cudownego wizerunku osłabł podczas niewoli narodowej, trwającej do roku 1920. Odrodził się po odzyskaniu niepodległości, okrzepł i rozwinął – po II wojnie światowej. Do ożywienia kultu przyczynił się zwłaszcza proboszcz ks. Tadeusz Skarbek-Malczewski, który w 1922 roku odsłonił gotyckie malowidło spod metalowych sukienek, blachy i papierowych oleodruków. Konserwowano je dwukrotnie (Jan Rutkowski, 1922–1923; Leonard Torwirt, 1950), dwukrotnie też koronowano papieskimi koronami. Pierwszej koronacji, samej Madonny, dokonał 29 maja 1966 roku kardynał Stefan Wyszyński, prymas Polski, nazywając ją wówczas Matką Bożą Pięknej Miłości. W ceremonii brał udział ówczesny metropolita krakowski, kardynał Karol Wojtyła, który 7 czerwca 1999 roku, po 33 latach od tamtej uroczyści, ponownie przybył do Bydgoszczy jako papież Jan Paweł II. W trakcie mszy św. na bydgoskim lotnisku udekorował obraz dwiema nowymi koronami, tym razem na skronie Matki i Syna.
Drugim wizerunkiem maryjnym jest obraz Matki Bożej Szkaplerznej, pochodzący z ok. 1700 r. Wizerunek ten znajdował się w kościele karmelitów bydgoskich, a po jego zburzeniu w 1822 r., został przeniesiony wraz z całym ołtarzem do kościoła farnego. Obraz był koronowany w czasach zamierzchłych, a jego rekoronacji dokonał w 2001 r. arcybiskup gnieźnieński Henryk Muszyński. Obraz był czczony przez członków bardzo rozwiniętego zwłaszcza w XVII–XIX wieku Bractwa Szkaplerznego w Bydgoszczy.

## Obiekty związane z kościołem

### Szkoła parafialna
Jedną z agend bydgoskiego kościoła parafialnego stanowiła szkoła parafialna, określana niekiedy mianem gimnazjum. Szkoła funkcjonowała prawdopodobnie od drugiej połowy XIV w. W końcu XVI w. uczęszczało do niej około 150 chłopców, edukowanych w pełnym zakresie siedmiu sztuk wyzwolonych. Pod okiem nauczyciela i wspomagającego go kantora, młodzież męska uczyła się ponadto szeroko pojętej ministrantury, zwłaszcza śpiewu liturgicznego oraz zgłębiała prawdy wiary, czyniąc to od drugiej połowy XVI w. w oparciu o katechizm dla młodzieży jezuity Piotra Kanizjusza. Zmierzch świetności szkoły zaczął się w XVII w., kiedy opuszczali ją stopniowo synowie zamożnych mieszczan, skuszeni perspektywami nauki w miejscowym kolegium jezuickim lub zamiejscowych gimnazjach akademickich o ustalonej renomie (gdańskim, elbląskim, toruńskim i chełmińskim). Nauka odbywała się w budynku po zachodniej stronie kościoła, a od końca XVII w. w pomieszczeniu przy wschodnim murze zakrystii.

### Bibliotekafarna
Na użytek kapłanów i personelu szkoły parafialnej w skrzyniach i szafach zakrystii gromadzono rękopiśmienne i drukowane książki. Księgozbiór biblioteki farnej liczył w 1712 i 1745 r. kolejno 144 i 104 tomy, lecz w 1763 r. spadł do 97 woluminów. Bogatszy był w XVII w., lecz w 1686 r. proboszcz bydgoski i solecki, Jakub Ignacy Włodzimierski, wywiózł księgi do Solca Kujawskiego. Niewielką część ogólnego zasobu bibliotecznego stanowiły wykorzystywane na co dzień egzemplarze Biblii oraz księgi liturgiczne (ok. 27 tomów mszałów, agend, brewiarzy, antyfonarzy, graduałów, psałterzy). W księgozbiorze przeważały dzieła teologiczne, filozoficzne, etyczne, prawno-kanoniczne, duszpasterskie, w tym zbiory kazań, żywoty świętych, komentarze do Starego i Nowego Testamentu oraz traktaty polemiczne i pisma apologetyczne, skierowane przeciwko luteranom i kalwinistom. Biblioteka farna ustępowała pod względem zasobności księgozbiorom bydgoskich klasztorów, z których najbogatszy zgromadzili bernardyni (w XVIII w. około 1500 tomów).

### Cmentarz
Cmentarz przykościelny założono w XIV wieku wraz z erygowaniem parafii i budową kościoła. Użytkowano go do końca XVIII wieku, po czym wskutek zarządzenia władz pruskich, założono Cmentarz Starofarny w oddaleniu od kościoła. W 1906 r. ks. proboszcz Ryszard Markwart założył na ówczesnych północnych obrzeżach miasta Cmentarz Nowofarny, konieczny z uwagi na zapełnienie Cmentarza Starofarnego. W okresie staropolskim szczególnie zasłużonych zmarłych wywodzących się z duchowieństwa, patrycjatu i szlachty, chowano w kryptach grzebalnych urządzonych pod posadzką prezbiterium, nawy i kaplic kościoła farnego.

### Dzwony
Pierwsze informacje o dzwonach farnych pochodzą z połowy XVII wieku. Umieszczono je w dzwonnicy, zbudowanej na początku XVI wieku, a na kalenicy świątyni znajdowała się była sygnaturka w kształcie wieżyczki, pokryta miedzianą blachą, ufundowana przez burmistrza Wojciecha Łochowskiego w roku 1660
W XVIII-wiecznych wizytacjach stwierdzono istnienie czterech dzwonów:
- „Marcin” – ważył 475 kg, został odlany w 1652 r. w toruńskiej pracowni Augustyna Koesche. Na jego korpusie umieszczono modlitwę do św. Marcina z datą 1652;
- „Maria” – ważył ok. 300 kg, został odlany w Gdańsku przez Gerarda Bennigka w 1651 r.;
- „Mikołaj” – ważył ok. 400 kg, miał średnicę 1,19 m, pochodził z toruńskiej pracowni Mikołaja Petersilge z 1758 r., przetopiono go w 1864 r. z zachowaniem dawnych napisów inskrypcyjnych;
- „św. Duch” – ważył 190 kg, powstał w 1642 r. w toruńskiej pracowni Augustyna Koesche. W 1865 r. został przetopiony, z zachowaniem dawnych napisów inskrypcyjnych.

Wizytacja z roku 1801 wykazała sześć dzwonów. Do czterech uprzednich doszły wówczas dwa niewielkie: przy zakrystii i na sygnaturce. Z kolei w 1838 r. odnotowano pięć dzwonów zawieszonych na dzwonnicy kościelnej. Ostatnim z nich był ważący 550 kg dzwon „Józef” odlany w 1720 r. w toruńskiej pracowni Hinricha Wredna, a będący we władaniu fary do 1904 r. Naokoło dzwonu w równych odstępach zamieszczono reliefy przedstawiające NMP, św. Józefa i Jezusa.
W sygnaturce na szczycie nawy kościoła umieszczonych było wtedy pięć dzwonów, z których kilka mogło pochodzić ze skasowanych przez władze pruskie bydgoskich kościołów klasztornych i szpitalnych. Główny z nich pochodził z 1702 r., odlany w gdańskiej pracowni ludwisarza Absaloma Wittwercka. Posiadał średnicę 36 cm i napis sentencyjny „Bogu jedynemu na chwałę”. Inne pochodziły m.in. z 1668 i 1559 r.
W 1864 i 1865 r. ludwisarz chełmiński Fryderyk Schultz przetopił kilka starych dzwonów i ulał trzy nowe: „Mikołaj” ważący 1325 kg, „Maria” o wadze 350 kg oraz „św. Duch” o wadze 190 kg. W końcu XIX wieku na dzwonnicy kościoła farnego zainstalowanych było pięć dzwonów. Największym z nich był „Mikołaj” odlany w 1864 r., dalej „Józef” z 1720, „Marcin” z 1652, „Maria” z 1865 oraz „św. Duch”. Ostatecznie po roku 1904, w wyniku prac zleconych przez ks. Ryszarda Markwarta, fara dysponowała tylko czterema dużymi dzwonami, z których trzy największe powstały w ciągu ostatnich 50 lat. Największy nazywał się „Mikołaj” i był odlany w 1864 r., mniejsze „Marcin” i „Maria” z roku 1904. Najmniejszy z nich „św. Duch” ulany został w 1865 r. Dzwony te uległy zniszczeniu w końcu I wojny światowej, skonfiskowane przez władze pruskie na cele wojenne.
Po zakończeniu wojny i odzyskaniu niepodległości, proboszcz Tadeusz Skarbek-Malczewski rozpoczął zabiegi o pozyskanie nowych dzwonów. Tymczasem w Warszawie na Pradze, koło kościoła Matki Boskiej Loretańskiej gromadzono dzwony zwrócone przez Rosję sowiecką na mocy traktatu ryskiego, z kościołów wchodzących po traktacie w skład państwa polskiego. W 1922 r. proboszcz fary dowiedział się, że do Warszawy trafiły także trzy dzwony z Kamieńca Podolskiego, który pozostał poza granicą ówczesnej Polski. W związku z tym zrodziła się myśl pozyskania tych „bezpańskich” dzwonów dla bydgoskiej fary. Ostatecznie w listopadzie 1923 r. trafiły do Bydgoszczy trzy dzwony, z których dwa pozostawiono na miejscu, a jeden przekazano do Łabiszyna. W 1929 r. z ludwisarni Karola Szwabe z Białej pozyskano także cztery nowe dzwony: „Wojciech”, „Marcin”, „Mikołaj” i „Zwiastowanie Najświętszej Maryi Panny”. Spokoju dzwony jednak nie miały, zostały zrabowane w czasie II wojny światowej i przetopione na cele wojenne tzw. III Rzeszy.
Ostatecznie II wojnę światową przetrwały tylko dwa dzwony kamienieckie, które do dzisiaj stanowią ozdobę dzwonnicy kościoła farnego:
1. dzwon o średnicy 1 m z katedry w Kamieńcu Podolskim; powstał w 1641 r., waży 1138 kg; reliefy na nim zamieszczone informują, że został ufundowany przez Wojciecha Wolskilnusa i kanonika Stanisława Rilskiego; dzwon ten został unieśmiertelniony w powieści Henryka Sienkiewicza „Pan Wołodyjowski” bijąc na alarm podczas oblężenia tureckiego w 1672 r. oraz w scenie składania przysięgi przez Jerzego Wołodyjowskiego i jego przyjaciela Kettlinga;
2. dzwon z kościoła Dominikanów w Kamieńcu Podolskim; powstał w 1737 r.; o jego dominikańskiej proweniencji informuje zamieszczona na nim inskrypcja.

## Architektura

### Forma zewnętrzna
Świątynia posiada formę gotycką. Jest orientowana, ceglana, halowa, trójnawowa, z trójbocznie zamkniętym prezbiterium i kwadratową wieżą od południa. Od zachodu przylega piętrowa kruchta z podcieniem. Tu znajduje się wejście główne do kościoła z renesansowymi drzwiami dębowymi (XVII w.), ozdobionymi herbami i inicjałami cechów oraz mieszczan bydgoskich (w 1925 r.)
Budowla w kształcie kwadratu 24 × 24 m jest stosunkowo wysoka. Korpus świątyni zdobią bogato rozczłonkowane szczyty z obramieniami blend. Schodkowy szczyt zachodni jest wypełniony sześcioma strefami blend, a wieńczy go kuty krzyż i wiatrowskaz w kształcie trąbiącego anioła, z datą 1848. Trójkątny szczyt wschodni dzieli sześć wielobocznych lizen przechodzących w sterczyny; pomiędzy nimi widoczne są blendy o nieregularnym układzie. Na dachu kościoła przy szczycie wschodnim znajduje się ośmioboczna barokowa wieża-sygnaturka fundacji Wojciecha Łochowskiego z 1660 r. z latarnią pobitą blachą.
W prezbiterium zastosowano sklepienie sieciowe, w nawach gwiaździste, w zakrystii – kolebkowe z lunetami (XVII/XVIII w.), w przedsionku zachodnim – krzyżowe (XVI/XVII w.), a w kruchcie pod wieżą – kopulaste z neogotyckimi żebrami (XIX/XX w.) Ornamenty sieciowe, podobnie jak łuki wykroju w „ośli grzbiet”, występujące w zdobnictwie obu szczytów fary, należą do arsenału środków stylistycznych architektury późnogotyckiej. W ścianie południowej, tuż nad ziemią, widoczne są tzw. „kamienie chlebowe”. Według przekonania ówczesnych budowniczych, miały one zabezpieczać chleb powszedni dla wierzących parafii.
Otwory okienne w prezbiterium i nawach bocznych zamknięte są łukiem ostrym. Ośmioboczne filary międzynawowe, osadzone na cokołach i zwieńczone gzymsem, dźwigają ostrołukowe arkady. Ściany prezbiterium wieńczy gotycki fryz opaskowy oraz barokowy profilowany gzyms koronujący.
Fryzy opaskowe dzielą wieżę kościelną na trzy kondygnacje, z których do pierwotnych zaliczają się dwie dolne, zakończone rzędem ściennych blend o łukach w kształcie oślego grzbietu. Kondygnację najwyższą nadbudowano podczas renowacji kościoła w 1650 roku. Można przypuszczać, że wcześniej wieńczyła wieżę konstrukcja drewniana.
W kruchcie pod wieżą znajduje się ostrołukowy portal gotycki (2. poł. XV w.)

### Kaplica
W bocznej nawie północnej znajduje się jedyna, ocalała z okresu zaboru, kaplica św. Krzyża z 1617 r. z okulusami i profilowanym gzymsem. Posiada ona renesansową kopułę, zwieńczoną latarnią o kamiennych filarach z maszkaronami, zakończoną dzwonowatym hełmem i krzyżem. Kopuła pokryta jest od zewnątrz złoceniami, a od wewnątrz polichromią w stylu art déco. Wejście do kaplicy, odgrodzone dawniej kutą kratą, zostało w 2002 r. zastąpione przeszkleniem, a kaplica zaadaptowana do całodziennego dyżuru spowiedniczego.

### Wnętrze
Halowe wnętrze świątyni posiada barokowy, XVII-wieczny wystrój. Ozdobą świątyni jest siedem barokowych ołtarzy, posiadających ciekawe antepedia oraz stare obrazy i rzeźby. Najcenniejszy z nich to gotycki obraz Madonny z Różą (1467). Pozostałe to m.in.: renesansowy krucyfiks (1525 r.) w kaplicy św. Krzyża, obraz św. Antoniego (II poł. XVI w., szkoła florencka), św. Barbary (II poł. XVII w.), św. Józefa z młodocianym Chrystusem (ok. 1690), Matki Bożej Szkaplerznej (1700), św. Rocha (1841).

#### Ołtarze
| Wezwanie                                                | Miejsce                                            | Opis | Zdjęcie |
| Najświętsza Maryja Panna, Święty Marcin, Święty Mikołaj | We wschodniej części prezbiterium (ołtarz główny). | Polichromowany, barokowy ołtarz główny (ok. 1666 r., odnowiony w latach 1922–1926). Retabulum z rzeźbami biskupów św. Marcina i św. Mikołaja, patronów kościoła po bokach, dwóch aniołów z kielichem i hostią w części środkowej oraz dwóch aniołów w górnej kondygnacji i Gołębicą Ducha Świętego w zwieńczeniu. W centrum ołtarza, w złocistej ramie gotycko-renesansowy obraz „Bydgoskiej Madonny” – Matki Bożej Pięknej Miłości z Dzieciątkiem Jezus, trzymającej różę w dłoni, z postacią fundatora klęczącą u jej stóp (4. ćw. XV w.) W górnej kondygnacji kolisty barokowy obraz Wniebowzięcia Najświętszej Maryi Panny, z parą klęczących fundatorów i nie rozpoznanymi herbami (pocz. XVIII w.) Pod oknami, po obu stronach ołtarza – dwa barokowe świeczniki (XVIII/XIX w.) |         |
| Matka Boża Szkaplerzna                                  | W zamknięciu nawy północnej.                       | Barokowy ołtarz (2. poł. XVII w.) z rzeźbami dwóch zakonnic, dwóch aniołów z kartuszami na belkowaniu i popiersiem Boga Ojca w zwieńczeniu. W polu środkowym łaskami słynący obraz Matki Bożej z Dzieciątkiem, zwany Matką Bożą Karmelitańską (ok. 1700 r.), pochodzący z kościoła karmelitów, w srebrnych, trybowanych sukienkach. W górnej kondygnacji obraz Małej Świętej Rodziny – Ucieczka do Egiptu (XVII/XVIII w.) oraz figury dwóch świętych. |         |
| Święty Józef                                            | W zamknięciu nawy południowej.                     | Polichromowany ołtarz pochodzący z kościoła karmelitów, z barokowymi obrazami w polu środkowym: św. Józefa z młodocianym Chrystusem (2. poł. XVII w.) i Świętą Rodziną na zasuwie (początek XVII w., pochodzący z dawnej kaplicy św. Anny). W retabulum znajdują się postaci św. Andrzeja i św. Piotra (2. poł. XVII w.) W nasadzie ołtarza obraz Zwiastowanie oraz rzeźby dwóch zakonników i anioła w zwieńczeniu. W najbliższych latach miejski konserwator zabytków przewiduje renowację tego ołtarza. |         |
| Święta Barbara                                          | W nawie północnej, przy północnej ścianie.         | Późnobarokowy ołtarz (1. poł. XVIII w.) z obrazem św. Barbary w środku (2. poł. XVII w., pochodzenia włoskiego lub flamandzkiego); w nasadzie ołtarza – obraz św. Wawrzyńca (XVIII w.); w retabulum postaci dwóch zakonnic. |         |
| Święty Antoni Padewski                                  | W nawie południowej.                               | Ołtarz (pocz. XVIII w.), pochodzący z kościoła bernardynów bydgoskich, z malowanym na blasze barokowym obrazem św. Antoniego z Dzieciątkiem (2. poł. XVI w., malowany na płycie cynowej, szkoła florencka), ze srebrną sukienką (1. poł. XVIII w.); w górnej kondygnacji obraz Opłakiwanie (pocz. XIX w.), a na niej tabernakulum relikwiarzowe (poł. XVII w., przekształcone). W 2014 r. ołtarz poddano renowacji, w wyniku której przywrócono jego oryginalną kolorystykę (pierwotnie dominował ciemny pomarańcz i zieleń; ołtarz w swojej historii był czterokrotnie przemalowywany). |         |
| Święty Roch                                             | W nawie południowej.                               | Ołtarz (1696 r.) fundowany przez Stanisława i Helenę Konarskich, pochodzący z kościoła bernardynów; w polu środkowym obraz św. Rocha (1841) w srebrnej sukience; obok niego aniołek trzymający chustę z napisem: eris in peste patronus (będziesz opiekunem podczas zarazy); w górnej kondygnacji barokowy obraz Męczeństwo św. Kryspina i Kryspiniana (1690 r.). Podczas prac konserwatorskich przy ołtarzu w l. 2016-17 stwierdzono, że zachowały się oryginalne XVII-wieczne detale ołtarze, przykryte snycerką z połowy XIX wieku. |         |
| Święty Krzyż                                            | W kaplicy św. Krzyża.                              | Polichromowany ołtarz barokowy (poł. XVII w., przekształcony w XIX w. i ok. 1920 r.) z rzeźbami: w polu środkowym renesansowy krucyfiks (1525 r.) na nowym tle, po bokach św. Grzegorz i św. Weronika; w nasadzie ołtarza płaskorzeźba Zmartwychwstanie. Mensa w kształcie sarkofagu z płaskorzeźbioną dekoracją akantowo-wstęgową (ok. 1730 r.), z tabernakulum. W podziemiu znajdują się grobowce burmistrzów bydgoskich: Łochowskich i Orłowity. |         |

#### Relikwie
Skarbczyk farnych relikwii tworzy obecnie siedemnaście kości Jedenastu Tysięcy świętych Dziewic, towarzyszek św. Urszuli, które pozyskano z kościoła pobernardyńskiego. Relikwie znajdują się w tabernakulum ołtarza św. Antoniego.

#### Wystrój i wyposażenie
Kościół posiada w części wyposażenie własne (ocalałe, mimo zniszczeń i grabieży), a częściowo pochodzące z nieistniejących już bydgoskich kościołów, zwłaszcza kościoła karmelitów i bernardynów, po kasacji konwentów zakonnych przez władze pruskie.
Niektóre elementy wyposażenia kościoła:
| Przedmiot                                   | Miejsce                                                  | Opis | Zdjęcie |
| Figura Świętego Jana Apostoła i Ewangelisty | We zamknięciu nawy południowej, przy ołtarzu św. Józefa. | Stanowiła element wystroju ołtarza w nieistniejącej XVII-wiecznej kaplicy św. Jana. Po rozbiórce kaplicy w latach 20 XIX w. figura stała w okiennej wnęce kościoła pojezuickiego. W 1927 r. została przeniesiona do Muzeum Miejskiego (Okręgowego), po 2000 r. odnowiona wróciła do katedry. |         |
| Ambona                                      | Zawieszona na filarze międzynawowym.                     | XVIII-wieczna, rokokowa ambona, pochodząca z kościoła karmelitów. Na zapiecku umieszczony jest obraz przedstawiający męczeńską śmierć błogosławionego karmelity Stanisława Bydgosty, w 1420 r. |         |
| Stalle karmelitańskie                       | Przy ścianach bocznych prezbiterium.                     | Wykonane z drewna, polichromowane, w stylu rokoka. Przy każdej ze ścian ustawione są stalle siedmio- i dwudzielne. Pochodzą z kościoła karmelitów; zbudowano je w 2. połowie XVIII w. Na zapieckach stalli namalowane są obrazy świętych i błogosławionych karmelitów. W l. 2017–2018 poddane renowacji, mającej na celu przywrócenie pierwotnej (białej) kolorystyki, konserwację najstarszych malowideł i przeniesienie młodszych. |         |
| Stalle                                      | Przy ścianie zachodniej.                                 | Wykonane z drewna, rzeźbione, sześcio- i siedmiodzielne, w stylu rokoka. Były wzmiankowane podczas wizytacji w 1763 r. Są usytuowane niezmiennie przy zachodniej ścianie świątyni. |         |
| Konfesjonały                                | Przy ścianach bocznych oraz w kaplicy św. Krzyża.        | Przy ścianie południowej stoją dwa konfesjonały barokowe (1. poł. XVIII w.), a przy ścianie północnej trzy kolejne, pochodzące z XVIII wieku. |         |
| Kute kraty                                  | W prezbiterium, pod chórem.                              | Pod chórem znajdują się trzy kraty kute w żelazie o bogatym ornamencie (XVI/XVII w.), a obok – współczesna kuta krata wypełniona ślimacznicami na drzwiach prowadzących na chór muzyczny. Dawniej wejście do kaplicy św. Krzyża zamykała ozdobna, kuta w żelazie krata barokowa (1. poł. XVII w.), pochodząca z kościoła klarysek (w latach 50 XX w. zwrócono ją tej świątyni). |         |
| Witraże                                     | W prezbiterium i ścianie zachodniej.                     | Pięć witraży zaprojektował i wykonał art. malarz Henryk Nostitz-Jackowski z Poznania (1923–1924), a po zniszczeniach wojennych uzupełnił i konserwował jego uczeń, art. mal. witrażysta Edward Kwiatkowski z Torunia (1949–1954). Dwa witraże w prezbiterium wykonano według techniki stosowanej przy XIII-wiecznych gotyckich witrażach znajdujących się w kościele Saint-Chapelle w Paryżu, a które zaliczane są do najpiękniejszych na świecie. W swojej warstwie tematycznej zamykają się w kręgu mariologicznym, przedstawiając tajemnice Różańca Świętego, przeplatane inwokacjami z Litanii Loretańskiej. Każdy z witraży składa się z 36 pól o wymiarach: 70 × 80 cm, a szkło barwione (najczęściej czerwone, żółte, zielone i niebieskie) oprawiono w ołów i cynę. |         |
| Polichromia                                 | Na ścianach, sklepieniach i filarach.                    | Modernistyczna polichromia całego wnętrza świątyni została wykonana w latach 1922–1925 przez Henryka Jackowskiego z Poznania według projektu Stefana Cybichowskiego. Po 2000 r. została zakonserwowana i odnowiona. Zakończenia filarów w nawie głównej zdobią wymalowane emblematy: orła z koroną, gryfa pomorskiego oraz herbu Bydgoszczy. |         |
| Chrzcielnica                                | Przy ścianie tęczowej.                                   | Późnorenesansowa, mosiężna, pozłacana, z rytymi przedstawieniami świętych: Wojciecha i Mikołaja oraz Chrztu w Jordanie. Została ufundowana w 1611 r. przez Wojciecha Łochowskiego, burmistrza bydgoskiego. Posiada gmerk i monogram fundatora. Jest ujęta drewnianą balustradą, z polami wypełnionymi ozdobną kutą kratą w stylu regencji (ok. 1730 r.). |         |
| Stacje Drogi Krzyżowej                      | Na ścianach i filarach międzynawowych.                   | Stacje wykonał w 1910 r. polski art. rzeźbiarz Franciszek Black z Francji, bydgoszczanin. |         |
| Drzwi Jubileuszowe                          | W wejściu do kruchty podwieżowej.                        | Ufundowano je z okazji potrójnego jubileuszu: 2000-lecia chrześcijaństwa, 1000-lecia metropolii gnieźnieńskiej i 500-lecia kościoła farnego w Bydgoszczy. Spiżowe drzwi wykonał bydgoski rzeźbiarz Michał Kubiak, a poświęcił 20 kwietnia 2003 r. arcybiskup gnieźnieński Henryk Muszyński. Sceny wyrażone na awersie i rewersie przedstawiają drogę kościoła powszechnego oraz diecezjalnego. |         |

Poza tym lista zabytków ruchomych o proweniencji przedrozbiorowej obejmuje dziś:
- kilkanaście naczyń i szat liturgicznych z XVI–XVIII wieku: monstrancję, puszkę, kielich, dwie pateny, dwie kadzielnice, łódkę na kadzidło, cztery lichtarze i cztery ornaty.
- pięć płyt nagrobnych (XVI–XVII w.),
- jedno epitafium (XVII w.),
- kamienną kropielnicę z podwieżowej kruchty (XV w.).

#### Nagrobki i tablice pamiątkowe
W kruchcie kościelnej oraz we wnętrzu świątyni znajduje się kilkanaście tablic pamiątkowych oraz płyt nagrobnych, częściowo z okresu przedrozbiorowego. Także na zewnątrz kościoła umieszczone są tablice pamiątkowe (na ścianach) oraz kamienie memorialne.
| Miejsce                                              | Rok zał.  | Ku czci | Zdjęcie |
| Na ścianie zachodniej nawy północnej.                | 1580      | Kamienne epitafium inskrypcyjne mieszczanina Stanisława Grzymały, rajcy miejskiego. |         |
| Na ścianie nawy południowej, obok ołtarza św. Rocha. | 1630      | Barokowa, nagrobna płyta inskrypcyjna z czarnego marmuru w obramieniu kartuszowym burmistrza bydgoskiego Marcina Orłowity (1560–1630), fundatora nieistniejącej kaplicy św. Anny. |         |
| Na południowej ścianie prezbiterium.                 | XVII wiek | Barokowa płyta nagrobna z herbem burmistrza bydgoskiego Wojciecha Łochowskiego (zm. 1651), autora kroniki bydgoskiej. |         |
| Na ścianie zachodniej, nad stallami.                 | XVII wiek | Kamienna płyta nagrobna rodziny Łochowskich. |         |
| Na zamknięciu nawy południowej                       | 1833      | Klasycystyczna płyta nagrobna Mikołaja Czapskiego (generała Wojsk Polskich, 1753–1833), z czarnego marmuru, z herbem Leliwa i panopliami oraz z medalionem, w którym umieszczono portret zmarłego otoczony stiukowym wieńcem laurowym.                                                  |         |
| Na zewnętrznej, południowej ścianie prezbiterium.    | 1948      | Tablica ku czci proboszcza ks. kan. Józefa Schulza oraz księży wikariuszy: Jana Jakubowskiego, Stanisława Kopcia i Antoniego Świadka, zamordowanych podczas okupacji niemieckiej. |         |
| W kruchcie kościelnej.                               | 1949      | Tablica upamiętniająca 47 zamordowanych kupców bydgoskich; została przeniesiona z dawnej Resursy Kupieckiej. |         |
| Na zewnętrznych ścianach kościoła.                   | 1962      | Tablice upamiętniające, nieistniejące, renesansowe kaplice rozebrane w latach 1815–1830: św. Anny z fundacji Orłowitów w 1555 r., św. Szczepana z fundacji Stefana Bogurskiego w 1605 r., św. Jana Ewangelisty z fundacji Rychłowskich w 1612 r.                                        |         |
| W kruchcie kościelnej.                               |           | Tablica upamiętniająca proboszcza ks. Tadeusza Skarbek-Malczewskiego oraz artystów, którzy wykonali remont świątyni w latach 1922–1926. |         |
| W kruchcie kościelnej.                               | 1978      | Tablica upamiętniająca powstańców wielkopolskich z 1919 r. oraz wkroczenie wojsk polskich do Bydgoszczy 20 stycznia 1920 |         |
| W kruchcie kościelnej.                               | 1979      | Tablica upamiętniająca zamordowanych 11 listopada 1939 r. przez Niemców: Prezydenta Bydgoszczy Leona Barciszewskiego i jego syna Janusza. |         |
| Na ścianie południowej, obok ołtarza św. Antoniego.  | 1992      | Epitafium z mosiądzu projektu art. rzeźbiarza Aleksandra Dętkosia z Bydgoszczy, poświęcone pamięci Prymasa Tysiąclecia kard. Stefana Wyszyńskiego (1901–1981) oraz biskupów pomocniczych archidiecezji gnieźnieńskiej: Lucjana Bernackiego (1902–1975) i Jana Michalskiego (1914–1989). |         |
| Na ścianie nawy południowej                          | 1997      | Mosiężna tablica poświęcona pamięci ks. Franciszka Hanelta, proboszcza fary (1946–1971), z portretem zmarłego w medalionie. |         |
| Przy ścianie południowej.                            | 2000      | Kamień memorialny upamiętniający 1000 lat metropolii gnieźnieńskiej. |         |
| Przy ścianie południowej.                            | 2002      | Kamień pamiątkowy upamiętniający adwokatów bydgoskich – ofiary II wojny światowej. |         |
| W kruchcie kościelnej.                               | 2002      | Tablica upamiętniająca żołnierzy 16 Pułku Ułanów Wielkopolskich im. gen. Gustawa Orlicza-Dreszera poległych w latach 1939–1945. |         |
| W kruchcie kościelnej.                               | 2002      | Tablica upamiętniająca zamęczonych w obozach pracy i łagrach na Syberii, ufundowana przez Związek Sybiraków. |         |
| W zamknięciu nawy południowej                        | 2002      | Tablica upamiętniająca wizytę apostolską Jana Pawła II w Bydgoszczy 7 czerwca 1999 r. |         |
| W kruchcie kościelnej.                               | 2003      | Tablica upamiętniająca założenie Drzwi Jubileuszowych, ufundowanych z okazji 500-lecia kościoła farnego i 1000-lecia archidiecezji gnieźnieńskiej. |         |

Na końcówce rynny dachowej znajduje się ponadto blaszany orzeł polski, umieszczony w 1919 r. przez mistrza dekarskiego Ludwika Sosnowskiego. Zbiegiem okoliczności przetrwał on ostatni rok panowania pruskiego i hitlerowską okupację.

#### Organy

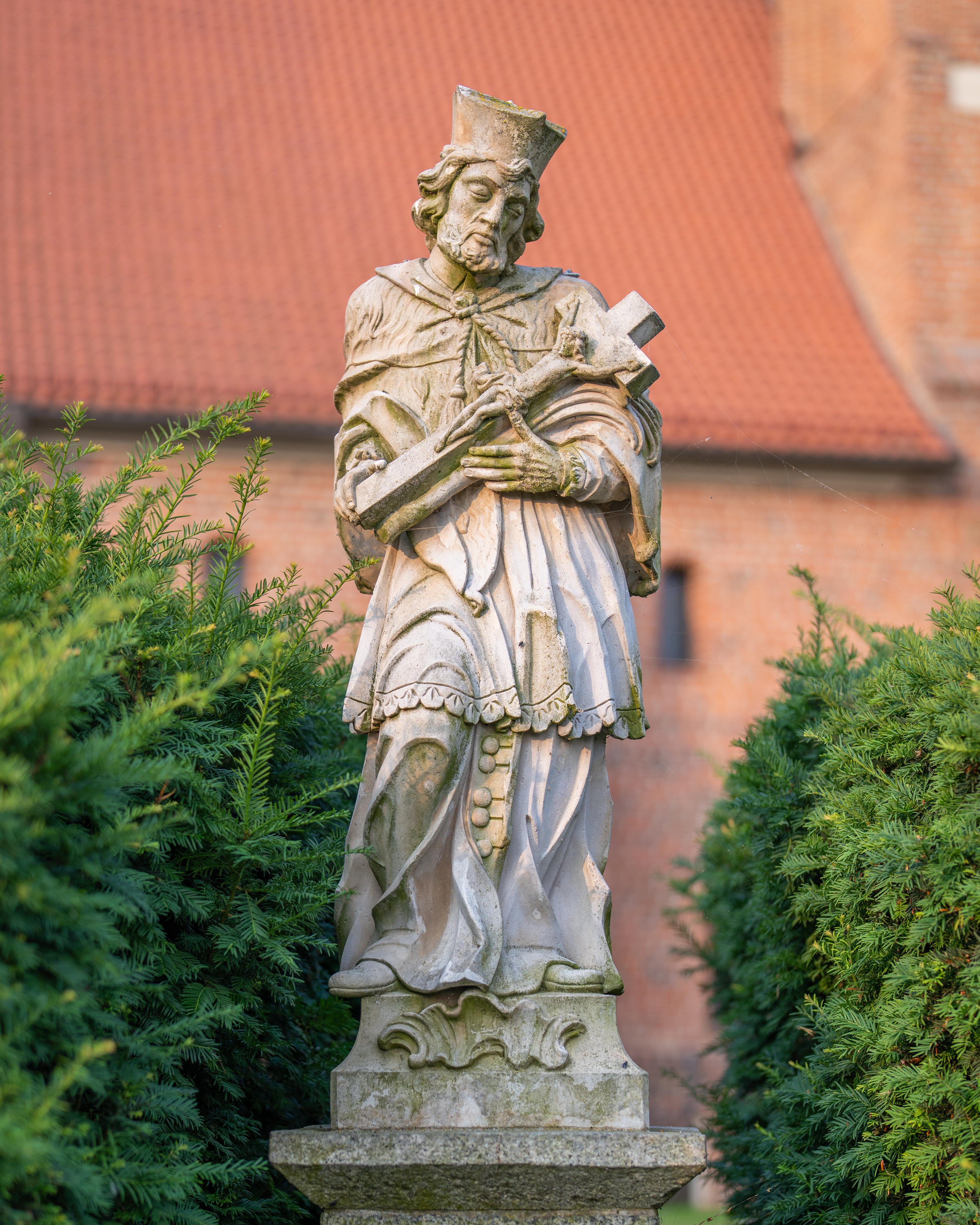
Figura św. Jana Nepomucena (XVIII w.)

Organy w kościele zostały zbudowane przez zakład Paula Voelknera około 1907 roku. Instrument o trakturze pneumatycznej posiada 28 głosów, 2 manuały i pedał. Nie jest pewne, czy od początku znajdowały się w katedrze. Lech Łbik w przewodniku po Bydgoszczy podaje, że organy farne przeniesiono z rozebranego w 1940 r. kościoła pojezuickiego. Prawdopodobnie zostały przebudowane w latach II wojny światowej przez zakład Josepha Goebla z Gdańska. Gruntowny remont organów przeprowadzono w 1965 r., w latach 80 XX w. oraz w 2018 r.

### Nepomuk
Przy kościele od strony północnej znajduje się wolnostojąca figura św. Jana Nepomucena datowana na 1729–1745 r. Jest to najstarsza zachowana rzeźba figuralna w Bydgoszczy, stojąca „pod gołym niebem”.